# Liga Nacional de Básquet 2017-18
La temporada 2017-18 de la Liga Nacional de Básquet de la Argentina fue la trigésima cuarta edición de la máxima competencia argentina en dicho deporte. Se inició en septiembre de 2017 con el partido inaugural entre San Lorenzo de Buenos Aires y Weber Bahía.
Respecto de la temporada pasada, el descendido Echagüe fue reemplazado por el campeón del pasado TNA Comunicaciones de Mercedes, llevando así a tres la cantidad de clubes de Corrientes en La Liga por primera vez en la historia. Por otra parte Libertad de Sunchales y Salta Basket intercambiaron plazas volviendo el primero al Torneo Nacional de Ascenso luego de 19 temporadas en la Liga Nacional de Básquet y siendo esta edición la primera vez que un equipo de Salta llega a la máxima categoría del baloncesto argentino.
Por el nuevo calendario de FIBA, la temporada tuvo varios "parates" coincidentes con las ventanas de FIBA para la clasificación al mundial y un nuevo formato, más corto, de 38 partidos por equipo en la fase regular. Además se creó el torneo oficial de pretemporada Torneo Súper 20. El partido inaugural del torneo fue el que enfrentó al vigente campeón San Lorenzo de Buenos Aires y Weber Bahía Basket.
Durante la disputa de la temporada regular sucedió un conflicto en el encuentro que disputó Ciclista Olímpico y Quilmes en La Banda. En el trascurso del mismo, que posteriormente ganó el elenco local en triple suplementario, un jugador del local (Facundo Giorgi) tiró en zona de dos puntos y los árbitros junto con la mesa de control lo convalidaron como triple. El elenco marplatense solicitó después los puntos del partido, ya que sino hubiese ganado en tiempo regular, pero la solicitud fue desestimada por el Honorable Tribunal de Disciplina.
El descendido en esta temporada fue Salta Basket, que perdió la serie del descenso ante Ferro de Buenos Aires en cinco partidos, perdiendo el último como visitante.
El campeón del torneo fue San Lorenzo de Buenos Aires, que venció en la final a San Martín de Corrientes y logró el tricampeonato, siendo el segundo equipo en lograrlo. El jugador más valioso de la final fue Gabriel Deck, del equipo de campeón.

## Nuevo formato de competencia
La temporada tendrá varios "parates" coincidentes con las ventanas de FIBA para la clasificación al mundial. Las ventanas que afectan el desarrollo de esta temporada son las del 20 al 28 de noviembre, la del 19 al 27 de febrero y la del 25 de junio al 3 de julio, afectando las dos primeras a la temporada regular y la última a los play-offs. Por esto se propuso reducir la cantidad de partidos de 56 a 48, modificando el sistema de disputa. Más tarde surgió otro formato, uno donde se dividiría la temporada en dos torneos, uno de pretemporada y la temporada de La Liga. Con ello, la cantidad de partidos en fase regular sería de como mínimo 46 partidos. El 13 de julio se realizó la reunión de la Asociación de Clubes y se decidió el nuevo formato.

## Equipos participantes
| Pos. | Descendidos de la LNB 2016-17 |
| ---- | ----------------------------- |
| 20.° | Echagüe                       |

| Pos. | Ascendidos del TNA 2016-17 |
| ---- | -------------------------- |
| 1.º  | Comunicaciones de Mercedes |

| Vende la plaza |
| -------------- |
| Libertad       |

| Compra plaza |
| ------------ |
| Salta Basket |

| Región                    | Cantidad |
| ------------------------- | -------- |
| Provincia de Buenos Aires | 4        |
| Capital Federal           | 4        |
| Corrientes                | 3        |
| Santiago del Estero       | 2        |
| Córdoba                   | 2        |
| Chubut                    | 1        |
| Entre Ríos                | 1        |
| Formosa                   | 1        |
| Salta                     | 1        |
| Santa Cruz                | 1        |

| Club                   | Ciudad              | Entrenador           | Estadio                      | Capacidad |
| ---------------------- | ------------------- | -------------------- | ---------------------------- | --------- |
| Argentino              | Junín               | Eduardo Japez        | El Fortín de las Morochas    | 1500      |
| Atenas                 | Córdoba             | Nicolás Casalánguida | Polideportivo Carlos Cerutti | 3424      |
| Boca Juniors           | Buenos Aires        | Gustavo Fernández    | Microestadio Luis Conde      | 2000      |
| Ciclista Olímpico      | La Banda            | Hernán Laginestra    | Vicente Rosales              | 3400      |
| Comunicaciones         | Mercedes            | Fernando Rivero      | Estadio de Comunicaciones    | 3500      |
| Estudiantes Concordia  | Concordia           | Lucas Victoriano     | El Gigante Verde             | 1610      |
| Ferro Carril Oeste     | Buenos Aires        | Ariel Rearte         | Estadio Héctor Etchart       | 3500      |
| Gimnasia y Esgrima     | Comodoro Rivadavia  | Martín Villagrán     | Estadio Socios Fundadores    | 1453      |
| Hispano Americano      | Río Gallegos        | Marcelo Richotti     | Gimnasio Boxing Club         | 3000      |
| Instituto              | Córdoba             | Facundo Müller       | Gimnasio Ángel Sandrin       | 2000      |
| La Unión de Formosa    | Formosa             | Leandro Ramella      | Estadio Cincuentenario       | 4500      |
| Obras Basket           | Buenos Aires        | Gregorio Martínez    | Estadio Obras Sanitarias     | 3000      |
| Peñarol                | Mar del Plata       | Leonardo Gutiérrez   | Polideportivo Islas Malvinas | 8000      |
| Quilmes                | Mar del Plata       | Javier Bianchelli    | Polideportivo Islas Malvinas | 8000      |
| Quimsa                 | Santiago del Estero | Silvio Santander     | Ciudad                       | 5000      |
| Regatas Corrientes     | Corrientes          | Gabriel Piccato      | José Jorge Contte            | 3400      |
| Salta Basket           | Salta               | Ricardo de Cecco     | Estadio Delmi                | 10 000    |
| San Lorenzo de Almagro | Buenos Aires        | Gonzalo García       | Polideportivo Roberto Pando  | 2200      |
| San Martín             | Corrientes          | Sebastián González   | El Fortín Rojinegro          | 2500      |
| Weber Bahía            | Bahía Blanca        | Sebastián Ginóbili   | Osvaldo Casanova             | 3950      |

Capacidad de los estadios según la web oficial.
Cambio de entrenadores
| Club                 | Entrenador saliente     | Entrenador entrante     | Fecha de salida | Fecha de entrada |
| -------------------- | ----------------------- | ----------------------- | --------------- | ---------------- |
| Ciclista Olímpico    | Hernán Laginestra       | Adrián Capelli          | 21 de diciembre | 21 de diciembre  |
| Boca Juniors         | Gustavo Fernández       | Guillermo Narvarte      | 14 de febrero   | 14 de febrero    |
| Ferro (Buenos Aires) | Ariel Rearte            | Roberto Pavlovsky (int) | 6 de marzo      | 6 de marzo       |
| Ferro (Buenos Aires) | Roberto Pavlovsky (int) | Hernán Laginestra       | 13 de marzo     | 13 de marzo      |
| Comunicaciones (M)   | Fernando Rivero         | Ariel Rearte            | 25 de marzo     | 25 de marzo      |
| Salta Basket         | Ricardo De Cecco        | Leandro Hiriart         | 29 de abril     | 29 de abril      |

## Formato de competencia
El nuevo formato de La Liga consta de dos fases, la fase regular y los play-offs. Además se creó el Torneo Súper 20 como un torneo de pretemporada que clasificará dos equipos a la Liga Sudamericana.
Fase regular: se enfrentan todos los equipos dos veces, una vez como local y otra vez como visitante, logrando 2 puntos aquel que gane el partido y 1 punto aquel que pierda. A los 20 equipos se los ordena en una única tabla del mejor al peor (primero al vigésimo) según la cantidad de puntos obtenidos. Los 16 mejores avanzan a los play-offs, los equipos ubicados 17.° y 18.° dejan de participar, y los dos últimos definen el descenso.
Play-offs:
Permanencia: los equipos ubicados 19.° y 20.° definen en una serie al mejor de cinco partidos quien desciende. La serie se juega con formato 2-2-1, siendo local el equipo ubicado 19.° en los primeros dos partidos y en el eventual último encuentro. Aquel equipo que pierda la serie queda relegado a la segunda división.
Campeonato: los 16 mejores equipos se emparejan en series al mejor de 5 partidos, con formato 2-2-1, donde el equipo mejor ubicado hace las veces de local en los primeros dos partidos y el eventual último encuentro. Los ganadores avanzan de fase, los perdedores dejan de participar. Los ganadores de los sucesivos emparejamientos avanzan hasta llegar a la final, la cual es con formato 2-2-1-1-1, el equipo mejor ubicado en la fase regular hace las veces de local en más partidos que su rival.
Clasificación a competencias internacionales:
- Liga de las Américas: clasifican los dos finalistas, campeón y subcampeón.
- Liga Sudamericana de Clubes: clasifica el tercero de la liga.

## Supercopa de La Liga
La Supercopa de La Liga es el torneo oficial que enfrenta a los campeones vigentes de la Liga Nacional y del Torneo Súper 4. El campeón de la Liga Nacional, San Lorenzo de Buenos Aires se enfrentó al subcampeón vigente de la Liga Nacional, Regatas Corrientes pues fue campeón de ambos torneos. El patrocinador de la primera edición del torneo fue Catapult, pasando a denominarse el torneo Super Copa Catapult.
El campeón del torneo fue San Lorenzo que en el Estadio Obras Sanitarias venció a Regatas Corrientes y logró el primer título de la historia.
| 7 de febrero, 21:00 | San Lorenzo (BA)                                           | 74–67                | Regatas Corrientes                                                   | Buenos Aires |  |
|                     | Parciales: 20-21, 15-17, 23-8, 16-21                       |                      |                                                                      | |  |
|                     | Estadísticas Gabriel Deck 24 Gabriel Deck 10 Marcos Mata 5 | Reporte Pts Reb Asts | Estadísticas 21 Juan Arengo 7 Alex Harris 2 Harris, Quinteros y Saiz | Pabellón: Estadio Obras Sanitarias Árbitros: * Pablo Estévez * Alejandro Zanabone * Sebastián Moncloba Televisión: TyC Sports |  |

## Fase regular
Referencia: web oficial, pickandroll.com.ar.
| Equipo | Equipo                        | PJ | PG | PP | Pts |
| ------ | ----------------------------- | -- | -- | -- | --- |
| 1.º    | San Lorenzo (Buenos Aires)    | 38 | 30 | 8  | 68  |
| 2.º    | San Martín (Corrientes)       | 38 | 29 | 9  | 67  |
| 3.º    | Atenas                        | 38 | 27 | 11 | 65  |
| 4.º    | Instituto                     | 38 | 26 | 12 | 64  |
| 5.º    | Quimsa                        | 38 | 24 | 14 | 62  |
| 6.º    | La Unión de Formosa           | 38 | 23 | 15 | 61  |
| 7.º    | Gimnasia (Comodoro Rivadavia) | 38 | 22 | 16 | 60  |
| 8.º    | Obras Basket                  | 38 | 20 | 18 | 58  |
| 9.º    | Weber Bahía                   | 38 | 18 | 20 | 56  |
| 10.º   | Argentino (Junín)             | 38 | 18 | 20 | 55  |
| 11.º   | Hispano Americano1            | 38 | 16 | 22 | 54  |
| 12.º   | Estudiantes Concordia1        | 38 | 16 | 22 | 54  |
| 13.º   | Regatas Corrientes1           | 38 | 16 | 22 | 54  |
| 14.º   | Ciclista Olímpico2            | 38 | 15 | 23 | 53  |
| 15.º   | Boca Juniors2                 | 38 | 15 | 23 | 53  |
| 16.º   | Peñarol3                      | 38 | 14 | 24 | 52  |
| 17.º   | Quilmes3                      | 38 | 14 | 24 | 52  |
| 18.º   | Comunicaciones (Mercedes) 4   | 38 | 13 | 25 | 51  |
| 19.º   | Ferro (Buenos Aires) 4        | 38 | 13 | 25 | 51  |
| 20.º   | Salta Basket                  | 38 | 11 | 27 | 49  |

|  |                                             |
|  | Clasificados a los play-offs.               |
|  | Clasificados a la serie por la permanencia. |

1: El triple empate entre Hispano Americano, Estudiantes Concordia y Regatas Corrientes se definió por los resultados entre los tres. Se planteó una tabla de posiciones donde Hispano ganó tres partidos y perdió uno, Estudiantes ganó dos y perdió dos mientras que Regatas solo ganó un encuentro.
2: El desempate entre Ciclista Olímpico y Boca Juniors se definió por los encuentros entre sí, donde Olímpico ganó 98 a 83 uno y Boca ganó el otro 69 a 66, sumando ambos encuentros Olímpico ganó la serie.
3: El empate entre Peñarol y Quilmes se definió por los encuentros entre sí, donde en ambos ganó Peñarol.
4: El desempate entre Comunicaciones de Mercedes y Ferro Carril Oeste de Buenos Aires se definió por los encuentros ente sí, donde en ambos ganó Comunicaciones.
| San Lorenzo (BA)      | 94 - 72   | Weber Bahía        | Roberto Pando             | 29 de noviembre | 20:50 |
| Estudiantes Concordia | 86 - 95   | Instituto          | El Gigante Verde          | 29 de noviembre | 21:30 |
| Comunicaciones (M)    | 89 - 98   | Atenas             | Comunicaciones            | 29 de noviembre | 21:30 |
| Ciclista Olímpico     | 105 - 90  | Argentino (J)      | Vicente Rosales           | 29 de noviembre | 22:00 |
| Hispano Americano     | 107 - 109 | Regatas Corrientes | Boxing Club               | 30 de noviembre | 21:00 |
| Obras Basket          | 75 - 59   | Weber Bahía        | Obras Sanitarias          | 30 de noviembre | 21:00 |
| San Martín (C)        | 109 - 92  | Atenas             | El Fortín Rojinegro       | 1 de diciembre  | 21:00 |
| Comunicaciones (M)    | 66 - 75   | Instituto          | Comunicaciones            | 1 de diciembre  | 21:30 |
| La Unión de Formosa   | 76 - 71   | Ferro (BA)         | Cincuentenario            | 1 de diciembre  | 22:00 |
| Quimsa                | 74 - 85   | Argentino (J)      | Ciudad                    | 1 de diciembre  | 22:00 |
| Gimnasia (CR)         | 94 - 82   | Quilmes            | Socios Fundadores         | 2 de diciembre  | 20:30 |
| Boca Juniors          | 86 - 79   | Regatas Corrientes | Luis Conde                | 2 de diciembre  | 21:30 |
| Hispano Americano     | 106 - 90  | Bahía Basket       | Boxing Club               | 2 de diciembre  | 21:30 |
| Estudiantes Concordia | 82 - 83   | San Lorenzo (BA)   | El Gigante Verde          | 2 de diciembre  | 22:00 |
| Ferro (BA)            | 75 - 67   | Regatas Corrientes | Héctor Etchart            | 4 de diciembre  | 21:00 |
| Comunicaciones (M)    | 81 - 98   | San Lorenzo (BA)   | Comunicaciones            | 4 de diciembre  | 21:30 |
| Salta Basket          | 70 - 77   | Weber Bahía        | Delmi                     | 4 de diciembre  | 22:00 |
| Obras Basket          | 90 - 82   | Peñarol            | Obras Sanitarias          | 5 de diciembre  | 20:00 |
| Instituto             | 99 - 86   | Hispano Americano  | Ángel Sandrín             | 5 de diciembre  | 21:00 |
| Argentino (J)         | 86 - 66   | Gimnasia (CR)      | El Fortín de las Morochas | 6 de diciembre  | 21:00 |
| Quimsa                | 83 - 75   | Ciclista Olímpico  | Ciudad                    | 6 de diciembre  | 22:00 |
| San Lorenzo (BA)      | 100 - 95  | Peñarol            | Roberto Pando             | 7 de diciembre  | 21:00 |
| Atenas                | 104 - 93  | Hispano Americano  | Carlos Cerutti            | 7 de diciembre  | 21:30 |
| Boca Juniors          | 80 - 85   | Gimnasia (CR)      | Luis Conde                | 8 de diciembre  | 20:00 |
| San Martín (C)        | 90 - 79   | Obras Basket       | El Fortín Rojinegro       | 8 de diciembre  | 21:30 |
| Bahía Basket          | 84 - 103  | Quilmes            | Osvaldo Casanova          | 8 de diciembre  | 22:00 |
| Salta Basket          | 77 - 79   | Peñarol            | Delmi                     | 9 de diciembre  | 22:00 |
| Ferro (BA)            | 90 - 70   | Gimnasia (CR)      | Héctor Etchart            | 10 de diciembre | 21:00 |
| Argentino (J)         | 82 - 89   | Quilmes            | El Fortín de las Morochas | 10 de diciembre | 21:30 |
| La Unión de Formosa   | 83 - 89   | San Lorenzo (BA)   | Cincuentenario            | 10 de diciembre | 21:30 |
| Regatas Corrientes    | 84 - 80   | Obras Basket       | José Jorge Contte         | 10 de diciembre | 21:30 |
| Ciclista Olímpico     | 86 - 87   | Atenas             | Vicente Rosales           | 10 de diciembre | 22:00 |

| San Martín (C)      | 92 - 89 | Instituto          | El Fortín Rojinegro | 11 de diciembre | 21:30 |
| Hispano Americano   | 88 - 85 | Boca Juniors       | Boxing Club         | 12 de diciembre | 21:00 |
| Peñarol             | 99 - 84 | Comunicaciones (M) | Islas Malvinas      | 12 de diciembre | 21:00 |
| La Unión de Formosa | 77 - 88 | Obras Basket       | Cincuentenario      | 12 de diciembre | 22:00 |
| Quimsa              | 87 - 86 | Atenas             | Ciudad              | 12 de diciembre | 22:00 |
| Gimnasia (CR)       | 78 - 62 | Salta Basket       | Socios Fundadores   | 13 de diciembre | 21:00 |
| Regatas Corrientes  | 85 - 90 | Instituto          | José Jorge Contte   | 13 de diciembre | 21:00 |
| Bahía Basket        | 79 - 77 | Ciclista Olímpico  | Osvaldo Casanova    | 13 de diciembre | 21:00 |
| Quilmes             | 79 - 84 | Comunicaciones (M) | Islas Malvinas      | 14 de diciembre | 21:00 |
| Gimnasia (CR)       | 78 - 89 | Quimsa             | Socios Fundadores   | 15 de diciembre | 21:00 |
| Ferro (BA)          | 80 - 70 | Salta Basket       | Héctor Etchart      | 15 de diciembre | 21:00 |
| Peñarol             | 80 - 85 | Ciclista Olímpico  | Islas Malvinas      | 15 de diciembre | 21:00 |
| La Unión de Formosa | 78 - 73 | Instituto          | Cincuentenario      | 15 de diciembre | 22:00 |
| Quilmes             | 90 - 80 | Ciclista Olímpico  | Islas Malvinas      | 17 de diciembre | 20:00 |
| Obras Basket        | 75 - 81 | Quimsa             | Obras Sanitarias    | 17 de diciembre | 20:00 |
| Atenas              | 86 - 81 | Boca Juniors       | Carlos Cerutti      | 17 de diciembre | 21:00 |

| Gimnasia (CR)         | 74 - 65  | San Martín (C)        | Socios Fundadores | 18 de diciembre | 21:00 |
| Comunicaciones (M)    | 71 - 78  | Estudiantes Concordia | Comunicaciones    | 18 de diciembre | 21:30 |
| Salta Basket          | 86 - 80  | La Unión de Formosa   | Delmi             | 18 de diciembre | 22:00 |
| Instituto             | 77 - 71  | Boca Juniors          | Ángel Sandrín     | 19 de diciembre | 21:00 |
| Ferro (BA)            | 82 - 74  | Quimsa                | Héctor Etchart    | 19 de diciembre | 21:00 |
| Peñarol               | 91 - 86  | Hispano Americano     | Islas Malvinas    | 19 de diciembre | 21:00 |
| Obras Basket          | 90 - 82  | Argentino (J)         | Obras Sanitarias  | 19 de diciembre | 21:00 |
| Atenas                | 99 - 84  | San Lorenzo (BA)      | Carlos Cerutti    | 20 de diciembre | 21:00 |
| Comunicaciones (M)    | 78 - 81  | Regatas Corrientes    | Comunicaciones    | 20 de diciembre | 21:30 |
| Ciclista Olímpico     | 59 - 63  | La Unión de Formosa   | Vicente Rosales   | 20 de diciembre | 22:00 |
| Quilmes               | 83 - 94  | Hispano Americano     | Islas Malvinas    | 21 de diciembre | 21:00 |
| Salta Basket          | 91 - 96  | Argentino (J)         | Delmi             | 21 de diciembre | 22:00 |
| Instituto             | 67 - 75  | San Lorenzo (BA)      | Ángel Sandrín     | 22 de diciembre | 19:00 |
| Boca Juniors          | 88 - 81  | San Martín (C)        | Luis Conde        | 22 de diciembre | 20:00 |
| Bahía Basket          | 81 - 79  | Ferro (BA)            | Osvaldo Casanova  | 22 de diciembre | 21:00 |
| Estudiantes Concordia | 100 - 94 | Regatas Corrientes    | El Gigante Verde  | 22 de diciembre | 21:30 |
| Quimsa                | 63 - 83  | La Unión de Formosa   | Ciudad            | 22 de diciembre | 22:00 |

| 22/12 al 4/1, semanas de receso por la fiestas. |
| ----------------------------------------------- |

| Quilmes               | 79 - 85  | Argentino (J)         | Islas Malvinas            | 5 de enero  | 20:00 |
| Weber Bahía           | 93 - 73  | Salta Basket          | Osvaldo Casanova          | 5 de enero  | 21:00 |
| Comunicaciones (M)    | 87 - 88  | Ciclista Olímpico     | Comunicaciones            | 5 de enero  | 21:30 |
| Regatas Corrientes    | 99 - 95  | Boca Juniors          | José Jorge Contte         | 5 de enero  | 22:00 |
| Ferro (BA)            | 78 - 80  | Atenas                | Héctor Etchart            | 6 de enero  | 21:00 |
| San Martín (C)        | 102 - 88 | Boca Juniors          | El Fortín Rojinegro       | 7 de enero  | 20:00 |
| San Lorenzo (BA)      | 77 - 70  | Salta Basket          | Roberto Pando             | 7 de enero  | 21:00 |
| Estudiantes Concordia | 91 - 80  | Ciclista Olímpico     | El Gigante Verde          | 7 de enero  | 21:30 |
| Regatas Corrientes    | 66 - 83  | La Unión de Formosa   | José Jorge Contte         | 7 de enero  | 21:30 |
| Peñarol               | 68 - 72  | Argentino (J)         | Islas Malvinas            | 7 de enero  | 21:30 |
| Obras Basket          | 86 - 96  | Atenas                | Obras Sanitarias          | 8 de enero  | 20:00 |
| San Lorenzo (BA)      | 92 - 71  | Hispano Americano     | Roberto Pando             | 9 de enero  | 21:00 |
| Estudiantes Concordia | 94 - 78  | Quilmes               | El Gigante Verde          | 9 de enero  | 21:30 |
| San Martín (C)        | 73 - 79  | La Unión de Formosa   | El Fortín Rojinegro       | 9 de enero  | 21:30 |
| Gimnasia (CR)         | 71 - 70  | Ferro (BA)            | Socios Fundadores         | 9 de enero  | 21:30 |
| Weber Bahía           | 85 - 78  | Argentino (J)         | Osvaldo Casanova          | 9 de enero  | 22:00 |
| Ciclista Olímpico     | 90 - 96  | Regatas Corrientes    | Vicente Rosales           | 10 de enero | 22:00 |
| Salta Basket          | 75 - 66  | Quimsa                | Delmi                     | 10 de enero | 22:00 |
| Atenas                | 80 - 85  | Obras Basket          | Carlos Cerutti            | 11 de enero | 21:30 |
| Boca Juniors          | 76 - 72  | Hispano Americano     | Luis Conde                | 11 de enero | 21:30 |
| Comunicaciones (M)    | 84 - 77  | Quilmes               | Comunicaciones            | 11 de enero | 21:30 |
| Quimsa                | 96 - 80  | Regatas Corrientes    | Ciudad                    | 12 de enero | 21:00 |
| Argentino (J)         | 96 - 88  | Estudiantes Concordia | El Fortín de las Morochas | 12 de enero | 21:30 |
| Peñarol               | 81 - 87  | San Lorenzo (BA)      | Islas Malvinas            | 12 de enero | 22:00 |
| Instituto             | 86 - 90  | Obras Basket          | Ángel Sandrín             | 13 de enero | 21:00 |
| San Martín (C)        | 88-72    | Ferro (BA)            | El Fortín Rojinegro       | 13 de enero | 21:30 |
| Salta Basket          | 87 - 75  | Hispano Americano     | Delmi                     | 13 de enero | 22:00 |
| Quilmes               | 91 - 110 | San Lorenzo (BA)      | Islas Malvinas            | 14 de enero | 20:00 |
| Argentino (J)         | 83 - 85  | Boca Juniors          | El Fortín de las Morochas | 14 de enero | 21:30 |
| Atenas                | 87 - 71  | Estudiantes Concordia | Carlos Cerutti            | 14 de enero | 21:30 |

| Regatas Corrientes    | 80 - 82  | Ferro (BA)            | José Jorge Contte         | 15 de enero | 21:30 |
| La Unión de Formosa   | 85 - 80  | Comunicaciones (M)    | Cincuentenario            | 15 de enero | 22:00 |
| Quimsa                | 85 - 74  | Peñarol               | Ciudad                    | 15 de enero | 22:00 |
| Instituto             | 97 - 89  | Estudiantes Concordia | Ángel Sandrín             | 16 de enero | 21:00 |
| Argentino (J)         | 73 - 78  | Weber Bahía           | El Fortín de las Morochas | 17 de enero | 21:30 |
| Regatas Corrientes    | 88 - 85  | Comunicaciones (M)    | José Jorge Contte         | 17 de enero | 21:30 |
| Ciclista Olímpico     | 72 - 68  | Peñarol               | Vicente Rosales           | 17 de enero | 22:00 |
| Obras Basket          | 92 - 76  | La Unión de Formosa   | Obras Sanitarias          | 18 de enero | 20:00 |
| Gimnasia (CR)         | 89 - 98  | Atenas                | Socios Fundadores         | 18 de enero | 21:30 |
| Quimsa                | 92 - 60  | Salta Basket          | Ciudad                    | 18 de enero | 22:00 |
| Estudiantes Concordia | 81 - 69  | Weber Bahía           | El Gigante Verde          | 19 de enero | 21:30 |
| San Martín (C)        | 108 - 76 | Comunicaciones (M)    | El Gigante Rojinegro      | 19 de enero | 21:30 |
| Boca                  | 79 - 89  | Atenas                | Luis Conde                | 20 de enero | 20:00 |
| Hispano Americano     | 94 - 73  | Argentino (J)         | Boxing Club               | 20 de enero | 21:00 |
| Peñarol               | 98 - 90  | Quilmes               | Islas Malvinas            | 20 de enero | 21:00 |
| San Lorenzo (BA)      | 87 - 65  | La Unión de Formosa   | Roberto Pando             | 20 de enero | 21:00 |
| Ciclista Olímpico     | 78 - 86  | Salta Basket          | Vicente Rosales           | 20 de enero | 22:00 |
| Quimsa                | 85 - 81  | Obras Basket          | Ciudad                    | 21 de enero | 11:00 |

| Hispano Americano     | 77 - 75  | La Unión de Formosa | Boxing Club          | 22 de enero | 21:00 |
| Instituto             | 82 - 64  | Regatas Corrientes  | Ángel Sandrín        | 22 de enero | 21:00 |
| San Lorenzo (BA)      | 88 - 74  | Argentino (J)       | Roberto Pando        | 22 de enero | 21:00 |
| Estudiantes Concordia | 93 - 86  | Peñarol             | El Gigante Verde     | 23 de enero | 21:30 |
| Ciclista Olímpico     | 76 - 79  | Obras Basket        | Vicente Rosales      | 23 de enero | 22:00 |
| Atenas                | 73 - 80  | Regatas Corrientes  | Carlos Cerutti       | 24 de enero | 21:30 |
| Boca Juniors          | 83 - 73  | Argentino (J)       | Luis Conde           | 24 de enero | 21:30 |
| Instituto             | 95 - 70  | Quilmes             | Ángel Sandrín        | 25 de enero | 21:00 |
| Comunicaciones (M)    | 88 - 83  | Peñarol             | Comunicaciones       | 25 de enero | 21:30 |
| Gimnasia (CR)         | 102 - 93 | Hispano Americano   | Socios Fundadores    | 25 de enero | 21:30 |
| Salta Basket          | 88 - 93  | Obras Basket        | Delmi                | 25 de enero | 22:00 |
| Weber Bahía           | 58 - 82  | Quimsa              | Osvaldo Casanova     | 26 de enero | 21:00 |
| Atenas                | 101 - 89 | Quilmes             | Carlos Cerutti       | 27 de enero | 11:00 |
| Ferro (BA)            | 90 - 80  | Hispano Americano   | Héctor Etchart       | 27 de enero | 21:00 |
| San Martín (C)        | 90 - 65  | Ciclista Olímpico   | El Gigante Rojinegro | 27 de enero | 21:30 |
| Salta Basket          | 69 - 79  | Boca Juniors        | Delmi                | 27 de enero | 22:00 |
| Peñarol               | 90 - 97  | Quimsa              | Islas Malvinas       | 28 de enero | 21:30 |

| Obras Basket          | 91 - 98   | Hispano Americano | Obras Sanitarias          | 29 de enero  | 21:00 |
| Atenas                | 69 - 83   | Instituto         | Carlos Cerutti            | 29 de enero  | 21:30 |
| Estudiantes Concordia | 93 - 92   | Gimnasia (CR)     | El Gigante Verde          | 29 de enero  | 21:30 |
| Regatas Corrientes    | 83 - 67   | Ciclista Olímpico | José Jorge Contte         | 29 de enero  | 21:30 |
| Ferro (BA)            | 84 - 78   | Weber Bahía       | Héctor Etchart            | 30 de enero  | 21:00 |
| Quilmes               | 103 - 83  | Quimsa            | Islas Malvinas            | 30 de enero  | 21:30 |
| Argentino (J)         | 64 - 70   | San Martín (C)    | El Fortín de las Morochas | 30 de enero  | 21:30 |
| Boca Juniors          | 90 - 93   | Weber Bahía       | Luis Conde                | 31 de enero  | 21:00 |
| Comunicaciones (M)    | 100 - 92  | Gimnasia (CR)     | Comunicaciones            | 31 de enero  | 21:30 |
| Peñarol               | 81 - 68   | Salta Basket      | Islas Malvinas            | 31 de enero  | 21:30 |
| La Unión de Formosa   | 86 - 81   | Ciclista Olímpico | Cincuentenario            | 31 de enero  | 22:00 |
| Ferro (BA)            | 89 - 93   | Instituto         | Héctor Etchart            | 1 de febrero | 21:00 |
| San Lorenzo (BA)      | 83 - 78   | San Martín (C)    | Roberto Pando             | 1 de febrero | 21:00 |
| Obras Basket          | 91 - 93   | Gimnasia (CR)     | Obras Sanitarias          | 2 de febrero | 21:00 |
| Quilmes               | 93 - 74   | Salta Basket      | Islas Malvinas            | 2 de febrero | 21:00 |
| Quimsa                | 77 - 68   | Weber Bahía       | Ciudad                    | 2 de febrero | 22:00 |
| Ferro (BA)            | 101 - 107 | San Martín (C)    | Héctor Etchart            | 3 de febrero | 21:00 |
| San Lorenzo (BA)      | 92 - 67   | Instituto         | Roberto Pando             | 3 de febrero | 21:30 |
| Ciclista Olímpico     | 81 - 58   | Weber Bahía       | Vicente Rosales           | 3 de febrero | 22:00 |
| Argentino (J)         | 76 - 67   | Salta Basket      | El Fortín de las Morochas | 4 de febrero | 21:30 |
| Boca Juniors          | 71 - 76   | Peñarol           | Luis Conde                | 4 de febrero | 21:30 |
| Gimnasia (CR)         | 76 - 84   | Instituto         | Socios Fundadores         | 5 de febrero | 21:30 |
| La Unión de Formosa   | 91 - 65   | Quilmes           | Cincuentenario            | 5 de febrero | 22:00 |
| Obras Basket          | 86 - 80   | Salta Basket      | Obras Sanitarias          | 6 de febrero | 20:00 |
| Hispano Americano     | 80 - 73   | Peñarol           | Boxing Club               | 6 de febrero | 21:00 |
| Atenas                | 78 - 71   | Ferro (BA)        | Carlos Cerutti            | 6 de febrero | 22:00 |
| San Martín (C)        | 90 - 82   | Quilmes           | El Fortín Rojinegro       | 7 de febrero | 21:30 |

| Supercopa de La Liga, 7 de febrero. |
| ----------------------------------- |

| Instituto           | 95 - 87  | Ferro (BA)            | Ángel Sandrín             | 8 de febrero  | 21:00 |
| Quimsa              | 91 - 88  | Estudiantes Concordia | Ciudad                    | 8 de febrero  | 22:00 |
| Hispano Americano   | 91 - 90  | Comunicaciones (M)    | Boxing Club               | 9 de febrero  | 21:00 |
| Regatas Corrientes  | 102 - 89 | Quilmes               | José Jorge Conte          | 9 de febrero  | 21:00 |
| Gimnasia (CR)       | 94 - 80  | Obras Basket          | Socios Fundadores         | 9 de febrero  | 21:30 |
| Peñarol             | 79 - 71  | Boca Juniors          | Islas Malvinas            | 10 de febrero | 21:30 |
| Ciclista Olímpico   | 86 - 78  | Estudiantes Concordia | Vicente Rosales           | 10 de febrero | 22:00 |
| Ferro (BA)          | 74 - 88  | Comunicaciones (M)    | Héctor Etchart            | 11 de febrero | 21:00 |
| Weber Bahía         | 78 - 74  | San Martín (C)        | Osvaldo Casanova          | 11 de febrero | 21:00 |
| Argentino (J)       | 89 - 82  | Atenas                | El Fortín de las Morochas | 11 de febrero | 21:30 |
| La Unión de Formosa | 78 - 74  | Quimsa                | Cincuentenario            | 11 de febrero | 21:30 |

| Quilmes               | 98 - 76  | Boca Juniors          | Islas Malvinas                 | 12 de febrero | 21:30 |
| Salta Basket          | 82 - 60  | Estudiantes Concordia | Delmi                          | 12 de febrero | 22:00 |
| Obras Basket          | 91 - 86  | Comunicaciones (M)    | Obras Sanitarias               | 13 de febrero | 20:00 |
| Ferro (BA)            | 70 - 85  | San Lorenzo (BA)      | Héctor Etchart                 | 13 de febrero | 21:00 |
| Weber Bahía           | 81 - 70  | Atenas                | Osvaldo Casanova               | 13 de febrero | 21:00 |
| Regatas Corrientes    | 74 - 84  | Quimsa                | José Jorge Contte              | 13 de febrero | 22:00 |
| La Unión de Formosa   | 94 - 100 | Gimnasia (CR)         | Polideportivo de Laguna Blanca | 14 de febrero | 21:30 |
| Salta Basket          | 89 - 70  | Instituto             | Delmi                          | 14 de febrero | 22:00 |
| San Lorenzo (BA)      | 73 - 67  | Boca Juniors          | Roberto Pando                  | 15 de febrero | 21:00 |
| San Martín (C)        | 83 - 74  | Quimsa                | El Fortín Rojinegro            | 15 de febrero | 21:30 |
| Estudiantes Concordia | 98 - 94  | Obras Basket          | El Gigante Verde               | 16 de febrero | 21:00 |
| Argentino (J)         | 90 - 80  | Hispano Americano     | El Fortín de las Morochas      | 16 de febrero | 21:30 |
| Regatas Corrientes    | 92 - 71  | Gimnasia (CR)         | José Jorge Contte              | 16 de febrero | 21:30 |
| Ciclista Olímpico     | 78 - 76  | Instituto             | Vicente Rosales                | 16 de febrero | 22:00 |
| Quilmes               | 96 - 98  | Peñarol               | Islas Malvinas                 | 17 de febrero | 21:30 |
| Comunicaciones (M)    | 76 - 75  | Obras Basket          | Comunicaciones                 | 18 de febrero | 21:00 |
| Quimsa                | 71 - 68  | Instituto             | Ciudad                         | 18 de febrero | 21:00 |
| Weber Bahía           | 87 - 80  | Hispano Americano     | Osvaldo Casanova               | 18 de febrero | 21:00 |
| Boca Juniors          | 77 - 71  | Ferro (BA)            | Luis Conde                     | 18 de febrero | 21:30 |
| San Martín (C)        | 92 - 86  | Gimnasia (CR)         | El Fortín Rojinegro            | 18 de febrero | 21:30 |
| Salta Basket          | 85 - 70  | San Lorenzo (BA)      | Delmi                          | 18 de febrero | 22:00 |

| 19/2 al 27/2, parate por la clasificación al mundial. |
| ----------------------------------------------------- |

| Instituto         | 94 - 90 | La Unión de Formosa | Ángel Sandrín             | 28 de febrero | 21:00 |
| Hispano Americano | 85 - 84 | Estudiantes (C)     | Boxing Club               | 28 de febrero | 21:00 |
| Quilmes           | 85 - 88 | San Martín (C)      | Islas Malvinas            | 28 de febrero | 21:30 |
| Argentino (J)     | 78 - 60 | Regatas Corrientes  | El Fortín de las Morochas | 28 de febrero | 21:30 |
| Gimnasia (CR)     | 61 - 59 | Boca Juniors        | Socios Fundadores         | 1 de marzo    | 21:30 |
| Obras Basket      | 87 - 69 | Estudiantes (C)     | Obras Sanitarias          | 2 de marzo    | 20:00 |
| Atenas            | 86 - 73 | La Unión de Formosa | Carlos Cerutti            | 2 de marzo    | 21:30 |
| Peñarol           | 69 - 81 | San Martín (C)      | Islas Malvinas            | 2 de marzo    | 21:30 |
| Weber Bahía       | 87 - 63 | Regatas Corrientes  | Osvaldo Casanova          | 2 de marzo    | 21:30 |
| Quilmes           | 95 - 86 | Instituto           | Islas Malvinas            | 3 de marzo    | 21:30 |
| Salta Basket      | 90 - 71 | Ciclista Olímpico   | Delmi                     | 3 de marzo    | 22:00 |
| Obras Basket      | 85 - 91 | San Martín (C)      | Obras Sanitarias          | 4 de marzo    | 20:00 |
| Boca Juniors      | 72 - 82 | Estudiantes (C)     | Luis Conde                | 4 de marzo    | 21:30 |

| Peñarol             | 74 - 77  | Instituto          | Islas Malvinas    | 5 de marzo  | 21:30 |
| Regatas Corrientes  | 93 - 73  | Argentino (J)      | José Jorge Contte | 5 de marzo  | 21:30 |
| Quimsa              | 87 - 70  | Comunicaciones (M) | Ciudad            | 5 de marzo  | 22:00 |
| Hispano Americano   | 93 - 83  | Quilmes            | Boxing Club       | 6 de marzo  | 21:00 |
| Atenas              | 82 - 73  | Salta Basket       | Carlos Cerutti    | 6 de marzo  | 21:30 |
| Gimnasia (CR)       | 83 - 61  | San Lorenzo (BA)   | Socios Fundadores | 7 de marzo  | 21:00 |
| San Martín (C)      | 91 - 93  | Argentino (J)      | Fortín Rojinegro  | 7 de marzo  | 21:30 |
| Ciclista Olímpico   | 96 - 84  | Comunicaciones (M) | Vicente Rosales   | 7 de marzo  | 22:00 |
| Boca Juniors        | 70 - 75  | Quilmes            | Luis Conde        | 8 de marzo  | 20:00 |
| Instituto           | 97 - 62  | Salta Basket       | Ángel Sandrín     | 8 de marzo  | 21:00 |
| Quimsa              | 106 - 91 | Ferro (BA)         | Ciudad            | 8 de marzo  | 22:00 |
| Gimnasia (CR)       | 72 - 90  | Weber Bahía        | Socios Fundadores | 9 de marzo  | 21:30 |
| La Unión de Formosa | 80 - 60  | Argentino (J)      | Cincuentenario    | 9 de marzo  | 22:00 |
| San Lorenzo (BA)    | 107 - 96 | Quilmes            | Roberto Pando     | 10 de marzo | 21:00 |
| San Martín (C)      | 89 - 77  | Peñarol            | Fortín Rojinegro  | 10 de marzo | 21:30 |
| Ciclista Olímpico   | 95 - 82  | Ferro (BA)         | Vicente Rosales   | 10 de marzo | 22:00 |
| Instituto           | 92 - 89  | Atenas             | Ángel Sandrín     | 11 de marzo | 21:00 |

| Argentino (J)       | 97 - 86  | Obras Basket       | El Fortín de las Morochas | 12 de marzo | 21:30 |
| Comunicaciones (M)  | 100 - 94 | Hispano Americano  | Comunicaciones            | 12 de marzo | 21:30 |
| La Unión de Formosa | 98 - 92  | Peñarol            | Cincuentenario            | 12 de marzo | 22:00 |
| Ciclista Olímpico   | 98 - 83  | Boca Juniors       | Vicente Rosales           | 12 de marzo | 22:00 |
| Weber Bahía         | 61 - 78  | Gimnasia (CR)      | Osvaldo Casanova          | 13 de marzo | 21:00 |
| Salta Basket        | 79 - 78  | San Martín (C)     | Delmi                     | 13 de marzo | 22:00 |
| San Lorenzo (BA)    | 83 - 78  | Ferro (BA)         | Roberto Pando             | 14 de marzo | 21:00 |
| Estudiantes (C)     | 81 - 84  | Hispano Americano  | El Gigante Verde          | 14 de marzo | 21:30 |
| Regatas Corrientes  | 88 - 84  | Peñarol            | José Jorge Contte         | 14 de marzo | 21:30 |
| Quimsa              | 90 - 72  | Boca Juniors       | Ciudad                    | 14 de marzo | 22:00 |
| Quilmes             | 100 - 98 | Gimnasia (CR)      | Islas Malvinas            | 15 de marzo | 21:00 |
| Atenas              | 79 - 75  | Argentino (J)      | Carlos Cerutti            | 15 de marzo | 21:30 |
| Ciclista Olímpico   | 76 - 80  | San Martín (C)     | Vicente Rosales           | 15 de marzo | 22:00 |
| Ferro (BA)          | 81 - 86  | Obras Basket       | Héctor Etchart            | 16 de marzo | 21:00 |
| Instituto           | 89 - 76  | Argentino (J)      | Ángel Sandrín             | 17 de marzo | 21:00 |
| Quimsa              | 72 - 81  | San Martín (C)     | Ciudad                    | 17 de marzo | 21:00 |
| Peñarol             | 69 - 80  | Gimnasia (CR)      | Islas Malvinas            | 17 de marzo | 21:30 |
| Weber Bahía         | 78 - 77  | Comunicaciones (M) | Oslvado Casanova          | 18 de marzo | 20:30 |
| San Lorenzo (BA)    | 88 - 76  | Estudiantes (C)    | Roberto Pando             | 18 de marzo | 21:00 |
| Regatas Corrientes  | 74 - 72  | Salta Basket       | José Jorge Contte         | 18 de marzo | 21:30 |
| La Unión de Formosa | 85 - 92  | Atenas             | Cincuentenario            | 18 de marzo | 22:00 |

| Obras Basket        | 90 - 87   | Ciclista Olímpico  | Obras Sanitarias          | 19 de marzo | 20:00 |
| Argentino (J)       | 89 - 70   | Comunicaciones (M) | El Fortín de las Morochas | 20 de marzo | 21:30 |
| Regatas Corrientes  | 108 - 83  | Atenas             | José Jorge Contte         | 20 de marzo | 21:30 |
| Boca Juniors        | 91 - 88   | San Lorenzo (BA)   | Luis Conde                | 20 de marzo | 21:30 |
| Gimnasia (CR)       | 78 - 73   | Estudiantes (C)    | Socios Fundadores         | 20 de marzo | 21:30 |
| San Martín (C)      | 85 - 78   | Salta Basket       | El Fortín Rojinegro       | 20 de marzo | 22:00 |
| Ferro (BA)          | 65 - 71   | Ciclista Olímpico  | Héctor Etchart            | 21 de marzo | 21:00 |
| Instituto           | 85 - 66   | Quimsa             | Ángel Sandrín             | 21 de marzo | 21:00 |
| Quilmes             | 84 - 79   | Weber Bahía        | Islas Malvinas            | 21 de marzo | 21:00 |
| Hispano Americano   | 86 - 72   | Obras Basket       | Boxing Club               | 22 de marzo | 21:00 |
| Peñarol             | 89 - 91   | Weber Bahía        | Islas Malvinas            | 22 de marzo | 21:30 |
| La Unión de Formosa | 91 - 81   | Salta Basket       | Cincuentenario            | 22 de marzo | 22:00 |
| Gimnasia (CR)       | 100 - 101 | Ciclista Olímpico  | Socios Fundadores         | 23 de marzo | 21:00 |
| Atenas              | 88 - 75   | Quimsa             | Carlos Cerutti            | 23 de marzo | 21:30 |
| Comunicaciones (M)  | 63 - 70   | San Martín (C)     | Comunicaciones            | 23 de marzo | 21:30 |
| Quilmes             | 82 - 86   | Ferro (BA)         | Islas Malvinas            | 24 de marzo | 21:00 |
| Weber Bahía         | 79 - 72   | Instituto          | Osvaldo Casanova          | 25 de marzo | 20:30 |
| Argentino (J)       | 76 - 75   | Quimsa             | El Fortín de las Morochas | 25 de marzo | 21:30 |

| Boca Juniors          | 95 - 59  | Obras Basket          | Luis Conde                | 26 de marzo | 21:30 |
| Comunicaciones (M)    | 87 - 80  | La Unión de Formosa   | Comunicaciones            | 26 de marzo | 21:30 |
| Peñarol               | 96 - 73  | Ferro (BA)            | Islas Malvinas            | 26 de marzo | 21:30 |
| Salta Basket          | 66 - 72  | Gimnasia (CR)         | Delmi                     | 26 de marzo | 21:30 |
| Ciclista Olímpico     | 108 - 88 | Hispano Americano     | Vicente Rosales           | 26 de marzo | 22:00 |
| Quilmes               | 94 - 79  | Regatas Corrientes    | Islas Malvinas            | 27 de marzo | 21:00 |
| Argentino (J)         | 68 - 85  | Instituto             | El Fortín de las Morochas | 27 de marzo | 21:30 |
| Atenas                | 85 - 76  | Gimnasia (CR)         | Carlos Cerutti            | 28 de marzo | 21:00 |
| Estudiantes Concordia | 77 - 55  | La Unión de Formosa   | El Gigante Verde          | 28 de marzo | 21:30 |
| Quimsa                | 57 - 61  | Hispano Americano     | Ciudad                    | 28 de marzo | 22:00 |
| Weber Bahía           | 85 - 72  | Boca Juniors          | Osvaldo Casanova          | 29 de marzo | 20:30 |
| San Lorenzo (BA)      | 94 - 77  | Ciclista Olímpico     | Roberto Pando             | 29 de marzo | 21:00 |
| Peñarol               | 99 - 79  | Regatas Corrientes    | Islas Malvinas            | 29 de marzo | 21:30 |
| Salta Basket          | 70 - 78  | Comunicaciones (M)    | Delmi                     | 29 de marzo | 21:30 |
| Instituto             | 105 - 87 | Gimnasia (CR)         | Ángel Sandrín             | 30 de marzo | 21:00 |
| San Martín (C)        | 81 - 73  | Estudiantes Concordia | El Gigante Rojinegro      | 30 de marzo | 21:30 |
| Hispano Americano     | 85 - 101 | Ciclista Olímpico     | Boxing Club               | 31 de marzo | 21:00 |
| San Lorenzo (BA)      | 96 - 83  | Atenas                | Roberto Pando             | 31 de marzo | 21:00 |
| Argentino (J)         | 63 - 74  | Ferro (BA)            | El Fortín de las Morochas | 31 de marzo | 21:30 |
| Comunicaciones (M)    | 91 - 80  | Weber Bahía           | Comunicaciones            | 1 de abril  | 21:00 |
| Obras Basket          | 88 - 77  | Boca Juniors          | Obras Sanitarias          | 1 de abril  | 21:00 |
| Quimsa                | 86 - 60  | Quilmes               | Ciudad                    | 1 de abril  | 21:00 |
| La Unión de Formosa   | 98 - 82  | San Martín (C)        | Cincuentenario            | 1 de abril  | 21:30 |
| Regatas Corrientes    | 71 - 77  | Estudiantes Concordia | José Jorge Contte         | 1 de abril  | 21:30 |

| Hispano Americano     | 84 - 98   | Atenas                | Boxing Club          | 2 de abril | 21:00 |
| Instituto             | 96 - 88   | Peñarol               | Ángel Sandrín        | 3 de abril | 21:00 |
| Obras Basket          | 89 - 79   | San Lorenzo (BA)      | Obras Sanitarias     | 3 de abril | 21:00 |
| Regatas Corrientes    | 90 - 78   | Weber Bahía           | José Jorge Contte    | 3 de abril | 21:30 |
| La Unión de Formosa   | 82 - 79   | Estudiantes Concordia | Cincuentenario       | 3 de abril | 22:00 |
| Ciclista Olímpico     | 116 - 115 | Quilmes               | Vicente Rosales      | 3 de abril | 22:00 |
| Comunicaciones (M)    | 73 - 82   | Boca Juniors          | Comunicaciones       | 4 de abril | 21:00 |
| Ferro (BA)            | 65 - 72   | Argentino (J)         | Héctor Etchart       | 4 de abril | 21:00 |
| San Martín (C)        | 79 - 60   | Weber Bahía           | El Gigante Rojinegro | 4 de abril | 21:30 |
| Atenas                | 74 - 71   | Peñarol               | Carlos Cerutti       | 5 de abril | 21:30 |
| Quilmes               | 92 - 87   | Obras Basket          | Islas Malvinas       | 6 de abril | 21:00 |
| Ciclista Olímpico     | 83 - 94   | Quimsa                | Vicente Rosales      | 6 de abril | 21:30 |
| Estudiantes Concordia | 81 - 80   | Boca Juniors          | El Gigante Verde     | 6 de abril | 21:30 |
| Gimnasia (CR)         | 70 - 65   | Argentino (J)         | Socios Fundadores    | 6 de abril | 21:30 |
| Regatas Corrientes    | 78 - 66   | San Lorenzo (BA)      | José Jorge Contte    | 6 de abril | 21:30 |
| La Unión de Formosa   | 71 - 69   | Weber Bahía           | Cincuentenario       | 6 de abril | 21:30 |
| Comunicaciones (M)    | 95 - 89   | Ferro (BA)            | Comunicaciones       | 7 de abril | 21:00 |
| Hispano Americano     | 78 - 69   | Salta Basket          | Boxing Club          | 7 de abril | 21:00 |
| San Martín (C)        | 87 - 83   | San Lorenzo (BA)      | El Gigante Rojinegro | 8 de abril | 20:00 |
| Peñarol               | 94 - 90   | Obras Basket          | Islas Malvinas       | 8 de abril | 21:00 |

| Boca Juniors          | 52 - 62   | Salta Basket          | Luis Conde                | 9 de abril  | 20:30 |
| Hispano Americano     | 87 - 102  | Instituto             | Boxing Club               | 9 de abril  | 21:00 |
| Quilmes               | 116 - 117 | Atenas                | Islas Malvinas            | 9 de abril  | 21:00 |
| Estudiantes Concordia | 87 - 82   | Ferro (BA)            | El Gigante Verde          | 9 de abril  | 21:30 |
| La Unión de Formosa   | 67 - 56   | Regatas Corrientes    | Cincuentenario            | 9 de abril  | 22:00 |
| Quimsa                | 73 - 62   | Gimnasia (CR)         | Ciudad                    | 9 de abril  | 22:00 |
| Weber Bahía           | 60 - 72   | Obras Basket          | Osvaldo Casanova          | 10 de abril | 20:30 |
| Boca Juniors          | 89 - 71   | Instituto             | Luis Conde                | 11 de abril | 20:00 |
| Peñarol               | 83 - 103  | Atenas                | Islas Malvinas            | 11 de abril | 21:00 |
| Argentino (J)         | 76 - 92   | San Lorenzo (BA)      | El Fortín de las Morochas | 11 de abril | 21:30 |
| Estudiantes Concordia | 77 - 79   | Comunicaciones (M)    | El Gigante Verde          | 11 de abril | 21:30 |
| Ciclista Olímpico     | 81 - 82   | Gimnasia (CR)         | Vicente Rosales           | 11 de abril | 22:00 |
| Ferro (BA)            | 79 - 86   | La Unión de Formosa   | Héctor Etchart            | 12 de abril | 21:00 |
| Obras Basket          | 85 - 94   | Instituto             | Obras Sanitarias          | 13 de abril | 20:00 |
| San Martín (C)        | 79 - 72   | Regatas Corrientes    | El Gigante Rojinegro      | 13 de abril | 21:30 |
| San Lorenzo (BA)      | 97 - 84   | Gimnasia (CR)         | Roberto Pando             | 13 de abril | 22:00 |
| Atenas                | 91 - 81   | Comunicaciones (M)    | Carlos Cerutti            | 14 de abril | 20:00 |
| Boca Juniors          | 69 - 68   | La Unión de Formosa   | Luis Conde                | 14 de abril | 20:00 |
| Peñarol               | 85 - 79   | Estudiantes Concordia | Islas Malvinas            | 14 de abril | 21:00 |
| Weber Bahía           | 70 - 83   | San Lorenzo (BA)      | Osvaldo Casanova          | 15 de abril | 20:30 |
| Regatas Corrientes    | 74 - 92   | Hispano Americano     | José Jorge Contte         | 15 de abril | 21:30 |

| Instituto             | 85 - 74 | Comunicaciones (M)    | Ángel Sandrín             | 16 de abril | 21:00 |
| Quilmes               | 87 - 72 | Estudiantes Concordia | Islas Malvinas            | 16 de abril | 21:00 |
| Gimnasia (CR)         | 88 - 76 | La Unión de Formosa   | Socios Fundadores         | 16 de abril | 21:30 |
| Salta Basket          | 86 - 90 | Ferro (BA)            | Delmi                     | 16 de abril | 21:30 |
| San Martín (C)        | 89 - 73 | Hispano Americano     | El Gigante Rojinegro      | 17 de abril | 21:30 |
| Weber Bahía           | 89 - 55 | Estudiantes Concordia | Osvaldo Casanova          | 18 de abril | 20:30 |
| San Lorenzo (BA)      | 71 - 60 | Quimsa                | Roberto Pando             | 18 de abril | 21:00 |
| Argentino (J)         | 74 - 70 | Peñarol               | El Fortín de las Morochas | 18 de abril | 21:30 |
| Atenas                | 92 - 79 | Ciclista Olímpico     | Carlos Cerutti            | 18 de abril | 21:30 |
| Comunicaciones (M)    | 94 - 78 | Salta Basket          | Comunicaciones            | 19 de abril | 21:30 |
| La Unión de Formosa   | 77 - 73 | Hispano Americano     | Cincuentenario            | 19 de abril | 22:00 |
| San Lorenzo (BA)      | 73 - 64 | Regatas Corrientes    | Roberto Pando             | 20 de abril | 21:00 |
| Boca Juniors          | 61 - 82 | Quimsa                | Luis Conde                | 20 de abril | 21:00 |
| Instituto             | 94 - 70 | Ciclista Olímpico     | Ángel Sandrín             | 20 de abril | 21:00 |
| Weber Bahía           | 85 - 67 | Peñarol               | Osvaldo Casanova          | 20 de abril | 21:00 |
| Atenas                | 94 - 89 | San Martín (C)        | Carlos Cerutti            | 20 de abril | 21:30 |
| Comunicaciones (M)    | 89 - 91 | Argentino (J)         | Comunicaciones            | 21 de abril | 21:00 |
| Obras Basket          | 85 - 80 | Ferro (BA)            | Obras Sanitarias          | 21 de abril | 21:00 |
| Estudiantes Concordia | 74 - 59 | Salta Basket          | El Gigante Verde          | 21 de abril | 21:30 |
| Hispano Americano     | 77 - 70 | Quimsa                | Boxing Club               | 21:00       |       |
| Gimnasia (CR)         | 95 - 53 | Regatas Corrientes    | Socios Fundadores         | 22 de abril | 21:30 |
| Instituto             | 81 - 85 | San Martín (C)        | Ángel Sandrín             | 22 de abril | 21:30 |

| Ferro (BA)            | 102 - 105 | Boca Juniors          | Héctor Etchart            | 23 de abril | 21:00 |
| Quilmes               | 76 - 94   | La Unión de Formosa   | Islas Malvinas            | 23 de abril | 21:00 |
| Estudiantes Concordia | 92 - 76   | Argentino (J)         | El Gigante Verde          | 23 de abril | 21:30 |
| Ciclista Olímpico     | 73 - 83   | San Lorenzo (BA)      | Vicente Rosales           | 23 de abril | 22:00 |
| Obras Baket           | 82 - 74   | Regatas Corrientes    | Obras Sanitarias          | 24 de abril | 20:00 |
| Hispano Americano     | 61 - 92   | San Martín (C)        | Boxing Club               | 24 de abril | 21:00 |
| Gimnasia (CR)         | 83 - 71   | Comunicaciones (M)    | Socios Fundadores         | 24 de abril | 21:30 |
| Ferro (BA)            | 84 - 80   | Estudiantes Concordia | Héctor Etchart            | 25 de abril | 21:00 |
| Peñarol               | 97 - 66   | La Unión de Formosa   | Islas Malvinas            | 25 de abril | 21:00 |
| Quimsa                | 82 - 73   | San Lorenzo (BA)      | Ciudad                    | 25 de abril | 21:30 |
| Boca Juniors          | 75 - 72   | Comunicaciones (M)    | Luis Conde                | 26 de abril | 20:30 |
| Salta Basket          | 88 - 99   | Atenas                | Delmi                     | 26 de abril | 21:30 |
| Weber Bahía           | 67 - 76   | La Unión de Formosa   | Osvaldo Casanova          | 27 de abril | 21:00 |
| Estudiantes Concordia | 76 - 77   | San Martín (C)        | El Gigante Verde          | 28 de abril | 19:00 |
| Ferro (BA)            | 94 - 71   | Quilmes               | Héctor Etchart            | 28 de abril | 20:00 |
| Hispano Americano     | 100 - 105 | Gimnasia (CR)         | Boxing Club               | 28 de abril | 20:00 |
| San Lorenzo (BA)      | 93 - 72   | Comunicaciones (M)    | Roberto Pando             | 28 de abril | 21:00 |
| Argentino (J)         | 71 - 75   | La Unión de Formosa   | El Fortín de las Morochas | 29 de abril | 20:00 |
| Salta Basket          | 85 - 80   | Regatas Corrientes    | Delmi                     | 29 de abril | 21:30 |
| Atenas                | 100 - 87  | Weber Bahía           | Carlos Cerutti            | 30 de abril | 13:00 |
| Boca Juniors          | 69 - 66   | Ciclista Olímpico     | Luis Conde                | 30 de abril | 20:30 |
| Ferro (BA)            | 77 - 89   | Peñarol               | Héctor Etchart            | 30 de abril | 21:00 |
| Hispano Americano     | 66 - 84   | San Lorenzo (BA)      | Boxing Club               | 30 de abril | 21:00 |
| Obras Basket          | 93 - 82   | Quilmes               | Obras Sanitarias          | 30 de abril | 21:00 |
| Estudiantes Concordia | 76 - 77   | Quimsa                | El Gigante Verde          | 30 de abril | 21:30 |
| San Lorenzo (BA)      | 96 - 92   | Obras Basket          | Roberto Pando             | 2 de mayo   | 21:30 |
| Hispano Americano     | 85 - 88   | Ferro (BA)            | Boxing Club               | 2 de mayo   | 21:30 |
| Instituto             | 98 - 86   | Bahía Basket          | Ángel Sandrín             | 2 de mayo   | 21:30 |
| Argentino (J)         | 76 - 62   | Ciclista Olímpico     | El Fortín de las Morochas | 2 de mayo   | 21:30 |
| Comunicaciones (M)    | 70 - 76   | Quimsa                | Comunicaciones            | 2 de mayo   | 21:30 |
| Estudiantes Concordia | 66 - 62   | Atenas                | El Gigante Verde          | 2 de mayo   | 21:30 |
| Gimnasia (CR)         | 75 - 52   | Peñarol               | Socios Fundadores         | 2 de mayo   | 21:30 |
| Regatas Corrientes    | 66 - 72   | San Martín (C)        | José Jorge Contte         | 2 de mayo   | 21:30 |
| Salta Basket          | 78 - 87   | Quilmes               | Delmi                     | 2 de mayo   | 21:30 |
| La Unión de Formosa   | 78 - 63   | Boca Juniors          | Cincuentenario            | 2 de mayo   | 21:30 |

## Play-offs; permanencia
Referencia: pickandroll.com.ar.
Ferro (Buenos Aires) - Salta Basket
| 9 de mayo, 21:00 | Ferro (BA)                                                   | 82–69                | Salta Basket                                                   | Buenos Aires                                                                               |  |  |
|                  | Parciales: 24-15, 17-16, 21-29, 20-9                         |                      |                                                                |                                                                                            |  |  |
|                  | Estadísticas Franco Balbi 19 Mauro Cosolito 9 Franco Balbi 7 | Reporte Pts Reb Asts | Estadísticas 21 Ricky Harris 7 Pablo Espinoza 5 Pablo Espinoza | Pabellón: Estadio Héctor Etchart Árbitros: * Fabricio Vito * Leandro Lezcano * Ariel Rosas |  |  |
| Serie: 1 - 0     |                                                              |                      |                                                                |                                                                                            |  |  |
|                  |                                                              |                      |                                                                |                                                                                            |  |  |

| 11 de mayo, 21:00 | Ferro (BA)                                                   | 88–69                | Salta Basket                                                    | Buenos Aires                                                                                     |  |  |
|                   | Parciales: 17-12, 18-20, 31-20, 22-17                        |                      |                                                                 |                                                                                                  |  |  |
|                   | Estadísticas Aaron Harper 13 Antonio Peña 6 Mauro Cosolito 4 | Reporte Pts Reb Asts | Estadísticas 21 Pablo Espinoza 11 Pablo Espinoza 8 Ricky Harris | Pabellón: Estadio Héctor Etchart Árbitros: * Pablo Estévez * Javier Mendoza * Sebastián Moncloba |  |  |
| Serie: 2 - 0      |                                                              |                      |                                                                 |                                                                                                  |  |  |
|                   |                                                              |                      |                                                                 |                                                                                                  |  |  |

| 16 de mayo, 21:35 | Salta Basket                                                | 102–95               | Ferro (BA)                                                   | Salta |  |  |
|                   | Parciales: 30-23, 20-25, 33-19, 19-28                       |                      |                                                              | |  |  |
|                   | Estadísticas Ricky Harris 25 Leon Williams 8 Ricky Harris 9 | Reporte Pts Reb Asts | Estadísticas 25 Franco Balbi 5 Mauro Cosolito 6 Franco Balbi | Pabellón: Polideportivo Delmi Árbitros: * Fernando Sampietro * Juan Fernández * Enrique Cáceres Televisión: TyC Sports |  |  |
| Serie: 1 - 2      |                                                             |                      |                                                              | |  |  |
|                   |                                                             |                      |                                                              | |  |  |

| 18 de mayo, 21:30 | Salta Basket                                                      | 87–83                | Ferro (BA)                                                     | Salta                                                                                     |  |  |
|                   | Parciales: 22-20, 12-17, 29-23, 24-23                             |                      |                                                                |                                                                                           |  |  |
|                   | Estadísticas Diego Gerbaudo 25 Pablo Espinoza 10 Diego Gerbaudo 4 | Reporte Pts Reb Asts | Estadísticas 23 Franco Balbi 7 Daniel Johnson 3 Daniel Johnson | Pabellón: Polideportivo Delmi Árbitros: * Fabricio Vito * Leandro Lezcano * Alberto Ponzo |  |  |
| Serie: 2 - 2      |                                                                   |                      |                                                                |                                                                                           |  |  |
|                   |                                                                   |                      |                                                                |                                                                                           |  |  |

| 21 de mayo, 21:00 | Ferro (BA)                                                  | 90–60                | Salta Basket                                                   | Buenos Aires |  |  |
|                   | Parciales: 24-10, 22-18, 26-17, 18-15                       |                      |                                                                | |  |  |
|                   | Estadísticas Aaron Harper 28 Antonio Peña 10 Franco Balbi 5 | Reporte Pts Reb Asts | Estadísticas 18 Leon Williams 8 Leon Williams 3 Pablo Espinoza | Pabellón: Estadio Héctor Etchart Árbitros: * Alejandro Chiti * Juan Fernández * Alejandro Zanabone Televisión: TyC Sports |  |  |
| Serie: 3 - 2      |                                                             |                      |                                                                | |  |  |
|                   |                                                             |                      |                                                                | |  |  |

## Play-offs; campeonato
Referencia: pickandroll.com.ar.

### Cuadro
|  | Octavos de final | Octavos de final      | Octavos de final |                     |     | Cuartos de final | Cuartos de final | Cuartos de final |  |     | Semifinales      | Semifinales | Semifinales |  |     | Final            | Final | Final |  |
|  |                  |                       |                  |                     |     |                  |                  |                  |  |     |                  |             |             |  |     |                  |       |       |  |
|  |                  |                       |                  |                     |     |                  |                  |                  |  |     |                  |             |             |  |     |                  |       |       |  |
|  | 1.°              | San Lorenzo (BA)      | 3                |                     |     |                  |                  |                  |  |     |                  |             |             |  |     |                  |       |       |  |
|  | 1.°              | San Lorenzo (BA)      | 3                |                     |     |                  |                  |                  |  |     |                  |             |             |  |     |                  |       |       |  |
|  | 16.°             | Peñarol               | 1                |                     |     |                  |                  |                  |  |     |                  |             |             |  |     |                  |       |       |  |
|  | 16.°             | Peñarol               | 1                |                     | 1.° | San Lorenzo (BA) | 3                |                  |  |     |                  |             |             |  |     |                  |       |       |  |
|  |                  |                       |                  |                     | 1.° | San Lorenzo (BA) | 3                |                  |  |     |                  |             |             |  |     |                  |       |       |  |
|  |                  |                       | 8.°              | Obras Basket        | 1   |                  |                  |                  |  |     |                  |             |             |  |     |                  |       |       |  |
|  | 8.°              | Obras Basket          | 8.°              | Obras Basket        | 1   | 3                |                  |                  |  |     |                  |             |             |  |     |                  |       |       |  |
|  | 8.°              | Obras Basket          |                  |                     |     |                  |                  |                  |  |     |                  |             |             |  |     |                  |       |       |  |
|  | 9.°              | Weber Bahía           | 0                |                     |     |                  |                  |                  |  |     |                  |             |             |  |     |                  |       |       |  |
|  | 9.°              | Weber Bahía           | 0                |                     |     |                  |                  |                  |  | 1.° | San Lorenzo (BA) | 3           |             |  |     |                  |       |       |  |
|  |                  |                       |                  |                     |     |                  |                  |                  |  | 1.° | San Lorenzo (BA) | 3           |             |  |     |                  |       |       |  |
|  |                  |                       | 4.°              | Instituto           | 2   |                  |                  |                  |  |     |                  |             |             |  |     |                  |       |       |  |
|  | 4.°              | Instituto             | 4.°              | Instituto           | 2   | 3                |                  |                  |  |     |                  |             |             |  |     |                  |       |       |  |
|  | 4.°              | Instituto             |                  |                     |     |                  |                  |                  |  |     |                  |             |             |  |     |                  |       |       |  |
|  | 13.°             | Regatas Corrientes    | 0                |                     |     |                  |                  |                  |  |     |                  |             |             |  |     |                  |       |       |  |
|  | 13.°             | Regatas Corrientes    | 0                |                     | 4.° | Instituto        | 3                |                  |  |     |                  |             |             |  |     |                  |       |       |  |
|  |                  |                       |                  |                     | 4.° | Instituto        | 3                |                  |  |     |                  |             |             |  |     |                  |       |       |  |
|  |                  |                       | 5.°              | Quimsa              | 1   |                  |                  |                  |  |     |                  |             |             |  |     |                  |       |       |  |
|  | 5.°              | Quimsa                | 5.°              | Quimsa              | 1   | 3                |                  |                  |  |     |                  |             |             |  |     |                  |       |       |  |
|  | 5.°              | Quimsa                |                  |                     |     |                  |                  |                  |  |     |                  |             |             |  |     |                  |       |       |  |
|  | 12.°             | Estudiantes Concordia | 1                |                     |     |                  |                  |                  |  |     |                  |             |             |  |     |                  |       |       |  |
|  | 12.°             | Estudiantes Concordia | 1                |                     |     |                  |                  |                  |  |     |                  |             |             |  | 1.° | San Lorenzo (BA) | 4     |       |  |
|  |                  |                       |                  |                     |     |                  |                  |                  |  |     |                  |             |             |  | 1.° | San Lorenzo (BA) | 4     |       |  |
|  |                  |                       | 2.°              | San Martín (C)      | 2   |                  |                  |                  |  |     |                  |             |             |  |     |                  |       |       |  |
|  | 2.°              | San Martín (C)        | 2.°              | San Martín (C)      | 2   | 3                |                  |                  |  |     |                  |             |             |  |     |                  |       |       |  |
|  | 2.°              | San Martín (C)        |                  |                     |     |                  |                  |                  |  |     |                  |             |             |  |     |                  |       |       |  |
|  | 15.°             | Boca Juniors          | 2                |                     |     |                  |                  |                  |  |     |                  |             |             |  |     |                  |       |       |  |
|  | 15.°             | Boca Juniors          | 2                |                     | 2.° | San Martín (C)   | 3                |                  |  |     |                  |             |             |  |     |                  |       |       |  |
|  |                  |                       |                  |                     | 2.° | San Martín (C)   | 3                |                  |  |     |                  |             |             |  |     |                  |       |       |  |
|  |                  |                       | 7.°              | Gimnasia (CR)       | 2   |                  |                  |                  |  |     |                  |             |             |  |     |                  |       |       |  |
|  | 7.°              | Gimnasia (CR)         | 7.°              | Gimnasia (CR)       | 2   | 3                |                  |                  |  |     |                  |             |             |  |     |                  |       |       |  |
|  | 7.°              | Gimnasia (CR)         |                  |                     |     |                  |                  |                  |  |     |                  |             |             |  |     |                  |       |       |  |
|  | 10.°             | Argentino (J)         | 1                |                     |     |                  |                  |                  |  |     |                  |             |             |  |     |                  |       |       |  |
|  | 10.°             | Argentino (J)         | 1                |                     |     |                  |                  |                  |  | 2.° | San Martín (C)   | 3           |             |  |     |                  |       |       |  |
|  |                  |                       |                  |                     |     |                  |                  |                  |  | 2.° | San Martín (C)   | 3           |             |  |     |                  |       |       |  |
|  |                  |                       | 3.°              | Atenas              | 0   |                  |                  |                  |  |     |                  |             |             |  |     |                  |       |       |  |
|  | 3.°              | Atenas                | 3.°              | Atenas              | 0   | 3                |                  |                  |  |     |                  |             |             |  |     |                  |       |       |  |
|  | 3.°              | Atenas                |                  |                     |     |                  |                  |                  |  |     |                  |             |             |  |     |                  |       |       |  |
|  | 14.°             | Ciclista Olímpico     | 2                |                     |     |                  |                  |                  |  |     |                  |             |             |  |     |                  |       |       |  |
|  | 14.°             | Ciclista Olímpico     | 2                |                     | 3.° | Atenas           | 3                |                  |  |     |                  |             |             |  |     |                  |       |       |  |
|  |                  |                       |                  |                     | 3.° | Atenas           | 3                |                  |  |     |                  |             |             |  |     |                  |       |       |  |
|  |                  |                       | 6.°              | La Unión de Formosa | 2   |                  |                  |                  |  |     |                  |             |             |  |     |                  |       |       |  |
|  | 6.°              | La Unión de Formosa   | 6.°              | La Unión de Formosa | 2   | 3                |                  |                  |  |     |                  |             |             |  |     |                  |       |       |  |
|  | 6.°              | La Unión de Formosa   |                  |                     |     |                  |                  |                  |  |     |                  |             |             |  |     |                  |       |       |  |
|  | 11.°             | Hispano Americano     | 1                |                     |     |                  |                  |                  |  |     |                  |             |             |  |     |                  |       |       |  |
|  | 11.°             | Hispano Americano     | 1                |                     |     |                  |                  |                  |  |     |                  |             |             |  |     |                  |       |       |  |
|  |                  |                       |                  |                     |     |                  |                  |                  |  |     |                  |             |             |  |     |                  |       |       |  |

Nota: Los equipos ubicados en la primera línea obtuvieron ventaja de localía.
Los resultados a la derecha de cada equipo representan los partidos ganados en la serie.

### Octavos de final
San Lorenzo (Buenos Aires) - Peñarol
| 6 de mayo, 21:00 | San Lorenzo (BA)                                                       | 91–82                | Peñarol                                                      | Buenos Aires                                                                                          |  |  |
|                  | Parciales: 29-10, 20-27, 19-25, 23-20                                  |                      |                                                              | |  |  |
|                  | Estadísticas Gabriel Deck 33 Javier Justiz Ferrer 12 Nicolás Aguirre 9 | Reporte Pts Reb Asts | Estadísticas 15 Diego Guaita 7 Diego Guaita 5 Todd Brown Jr. | Pabellón: Polideportivo Roberto Pando Árbitros: * Fabricio Vito * Alejandro Zanabone * Javier Sánchez |  |  |
| Serie: 1 - 0     |                                                                        |                      |                                                              | |  |  |
|                  |                                                                        |                      |                                                              | |  |  |

| 8 de mayo, 19:30 | San Lorenzo (BA)                                                     | 101–69               | Peñarol                                                             | Buenos Aires                                                                                    |  |  |
|                  | Parciales: 26-22, 28-9, 25-22                                        |                      |                                                                     |                                                                                                 |  |  |
|                  | Estadísticas Dar Tucker 27 Javier Justiz Ferrer 13 Nicolás Aguirre 7 | Reporte Pts Reb Asts | Estadísticas 13 Diego García 10 Martín Leiva 3 Nicolás Zurschmitten | Pabellón: Polideportivo Roberto Pando Árbitros: * Fernando Sampietro * Pedro Hoyo * Ariel Rosas |  |  |
| Serie: 2 - 0     |                                                                      |                      |                                                                     |                                                                                                 |  |  |
|                  |                                                                      |                      |                                                                     |                                                                                                 |  |  |

| 11 de mayo, 21:30 | Peñarol                                                                    | 85–83                | San Lorenzo (BA)                                             | Mar del Plata |  |  |
|                   | Parciales: 14-23, 21-16, 28-23, 22-21                                      |                      |                                                              | |  |  |
|                   | Estadísticas Stepphon Pettigrew 27 Stepphon Pettigrew 10 Todd Brown, Jr. 6 | Reporte Pts Reb Asts | Estadísticas 22 Dar Tucker 12 Joel Anthony 8 Nicolás Aguirre | Pabellón: Polideportivo Islas Malvinas Árbitros: * Daniel Rodrigo * Roberto Smith * Gonzalo Delsart Televisión: TyC Sports |  |  |
| Serie: 1 - 2      |                                                                            |                      |                                                              | |  |  |
|                   |                                                                            |                      |                                                              | |  |  |

| 13 de mayo, 21:00 | Peñarol                                                        | 90–107               | San Lorenzo (BA)                                               | Mar del Plata                                                                                       |  |  |
|                   | Parciales: 22-33, 21-17, 27-28, 20-29                          |                      |                                                                | |  |  |
|                   | Estadísticas Diego Guaita 29 Martín Leiva 5 Nicolás Gianella 7 | Reporte Pts Reb Asts | Estadísticas 29 Gabriel Deck 9 Joel Anthony 11 Nicolás Aguirre | Pabellón: Polideportivo Islas Malvinas Árbitros: * Oscar Brítez * Alejandro Ramallo * Alberto Ponzo |  |  |
| Serie: 1 - 3      |                                                                |                      |                                                                | |  |  |
|                   |                                                                |                      |                                                                | |  |  |

San Martín (Corrientes) - Boca Juniors
| 6 de mayo, 21:30 | San Martín (C)                                                          | 85–70                | Boca Juniors                                                      | Corrientes                                                                                 |  |  |
|                  | Parciales: 24-19, 17-15, 24-23, 20-13                                   |                      |                                                                   |                                                                                            |  |  |
|                  | Estadísticas Reynaldo García Zamora 19 Jeremiah Wood 6 Lucas Faggiano 6 | Reporte Pts Reb Asts | Estadísticas 16 Mariano Fierro 10 Mariano Fierro 8 Lucas Gargallo | Pabellón: El Fortín Rojinegro Árbitros: * Juan Fernández * Javier Mendoza * Gustavo D'Anna |  |  |
| Serie: 1 - 0     |                                                                         |                      |                                                                   |                                                                                            |  |  |
|                  |                                                                         |                      |                                                                   |                                                                                            |  |  |

| 8 de mayo, 21:30 | San Martín (C)                                                   | 83–95                | Boca Juniors                                                   | Corrientes                                                                                 |  |  |
|                  | Parciales: 23-23, 22-29, 19-23, 19-20                            |                      |                                                                |                                                                                            |  |  |
|                  | Estadísticas Justin Keenan 16 Federico Aguerre 8 Jeremiah Wood 5 | Reporte Pts Reb Asts | Estadísticas 22 Paul Harrison 10 Adrián Boccia 7 Adrián Boccia | Pabellón: El Fortín Rojinegro Árbitros: * Daniel Rodrigo * Roberto Smith * Gonzalo Delsart |  |  |
| Serie: 1 - 1     |                                                                  |                      |                                                                |                                                                                            |  |  |
|                  |                                                                  |                      |                                                                |                                                                                            |  |  |

| 11 de mayo, 20:00 | Boca Juniors                                                         | 69–67                | San Martín (C)                                                            | Buenos Aires |  |  |
|                   | Parciales: 14-12, 17-20, 19-19, 19-16                                |                      |                                                                           | |  |  |
|                   | Estadísticas Lucas Pérez Naim 18 Mariano Fierro 9 Lucas Pérez Naim 5 | Reporte Pts Reb Asts | Estadísticas 15 Michael Hicks 9 Federico Aguerre 5 Reynaldo García Zamora | Pabellón: Microestadio Luis Conde Árbitros: * Fernando Sampietro * Sergio Tarifeño * Javier Sánchez Televisión: DIRECTV Sports |  |  |
| Serie: 2 - 1      |                                                                      |                      |                                                                           | |  |  |
|                   |                                                                      |                      |                                                                           | |  |  |

| 13 de mayo, 20:30 | Boca Juniors                                                         | 74–75                | San Martín (C)                                                    | Buenos Aires                                                                              |  |  |
|                   | Parciales: 11-20, 25-16, 26-22, 12-17                                |                      |                                                                   |                                                                                           |  |  |
|                   | Estadísticas Lucas Pérez Naim 16 Mariano Fierro 9 Lucas Pérez Naim 7 | Reporte Pts Reb Asts | Estadísticas 20 Michael Hicks 8 Federico Aguerre 9 Lucas Faggiano | Pabellón: Microestadio Luis Conde Árbitros: * Leandro Lezcano * Pedro Hoyo * Raúl Sánchez |  |  |
| Serie: 2 - 2      |                                                                      |                      |                                                                   |                                                                                           |  |  |
|                   |                                                                      |                      |                                                                   |                                                                                           |  |  |

| 15 de mayo, 22:00 | San Martín (C)                                                    | 84–67                | Boca Juniors                                                     | Corrientes |  |  |
|                   | Parciales: 24-16, 10-23, 28-12, 22-16                             |                      |                                                                  | |  |  |
|                   | Estadísticas Jeremiah Wood 19 Federico Aguerre 9 Lucas Faggiano 7 | Reporte Pts Reb Asts | Estadísticas 18 Adrián Boccia 5 Kevinn Pinney 7 Lucas Pérez Naim | Pabellón: El Fortín Rojinegro Árbitros: * Alejandro Chiti * Fabricio Vito * Sebastián Moncloba Televisión: TyC Sports |  |  |
| Serie: 3 - 2      |                                                                   |                      |                                                                  | |  |  |
|                   |                                                                   |                      |                                                                  | |  |  |

Atenas - Ciclista Olímpico
| 6 de mayo, 21:30 | Atenas                                                           | 103–92               | Ciclista Olímpico                                                     | Córdoba                                                                                           |  |  |
|                  | Parciales: 24-22, 23-22, 28-21, 28-27                            |                      |                                                                       |                                                                                                   |  |  |
|                  | Estadísticas Jerome Meyinsse 20 Jerome Meyinsse 7 Weyinmi Rose 8 | Reporte Pts Reb Asts | Estadísticas 21 Facundo Giorgi 9 Ramón Clemente 13 Maximiliano Stanic | Pabellón: Polideportivo Carlos Cerutti Árbitros: * Pablo Estévez * Julio Dinamarca * Raúl Sánchez |  |  |
| Serie: 1 - 0     |                                                                  |                      |                                                                       |                                                                                                   |  |  |
|                  |                                                                  |                      |                                                                       |                                                                                                   |  |  |

| 8 de mayo, 22:00 | Atenas                                                          | 82–66                | Ciclista Olímpico                                                    | Córdoba |  |  |
|                  | Parciales: 18-16, 19-17, 26-14, 23-19                           |                      |                                                                      | |  |  |
|                  | Estadísticas Donald Sims 23 Jerome Meyinsse 8 Jerome Meyinsse 4 | Reporte Pts Reb Asts | Estadísticas 17 Justin Williams 12 Justin Williams 4 Jonatan Machuca | Pabellón: Polideportivo Carlos Cerutti Árbitros: * Alejandro Ramallo * Diego Rougier * Javier Sánchez Televisión: TyC Sports |  |  |
| Serie: 2 - 0     |                                                                 |                      |                                                                      | |  |  |
|                  |                                                                 |                      |                                                                      | |  |  |

| 11 de mayo, 22:00 | Ciclista Olímpico                                                      | 83–77                | Atenas                                                      | La Banda                                                                                   |  |  |
|                   | Parciales: 19-14, 16-23, 23-18, 25-22                                  |                      |                                                             |                                                                                            |  |  |
|                   | Estadísticas Maximiliano Stanic 19 Justin Williams 11 Ramón Clemente 5 | Reporte Pts Reb Asts | Estadísticas 19 Donald Sims 7 Jerome Meyinsse 4 Donald Sims | Pabellón: Estadio Vicente Rosales Árbitros: * Fabricio Vito * Mario Aluz * Enrique Cáceres |  |  |
| Serie: 1 - 2      |                                                                        |                      |                                                             |                                                                                            |  |  |
|                   |                                                                        |                      |                                                             |                                                                                            |  |  |

| 13 de mayo, 22:00 | Ciclista Olímpico                                                      | 67–56                | Atenas                                                           | La Banda                                                                                    |  |  |
|                   | Parciales: 21-13, 20-10, 18-19, 8-14                                   |                      |                                                                  |                                                                                             |  |  |
|                   | Estadísticas Jonatan Machuca 17 Ramón Clemente 14 Maximiliano Stanic 5 | Reporte Pts Reb Asts | Estadísticas 16 Jerome Meyinsse 10 Jerome Meyinsse 3 Donald Sims | Pabellón: Estadio Vicente Rosales Árbitros: * Juan Fernández * Javier Mendoza * Ariel Rosas |  |  |
| Serie: 2 - 2      |                                                                        |                      |                                                                  |                                                                                             |  |  |
|                   |                                                                        |                      |                                                                  |                                                                                             |  |  |

| 15 de mayo, 21:30 | Atenas                                                          | 92–78                | Ciclista Olímpico                                                          | Córdoba                                                                                            |  |  |
|                   | Parciales: 27-11, 24-22, 23-23, 18-22                           |                      |                                                                            | |  |  |
|                   | Estadísticas Donald Sims 29 Jerome Meyinsse 13 Javier Cantero 8 | Reporte Pts Reb Asts | Estadísticas 13 Maximiliano Stanic 7 Justin Williams 10 Maximiliano Stanic | Pabellón: Polideportivo Carlos Cerutti Árbitros: * Pablo Estévez * Oscar Brítez * Leonardo Barotto |  |  |
| Serie: 3 - 2      |                                                                 |                      |                                                                            | |  |  |
|                   |                                                                 |                      |                                                                            | |  |  |

Instituto - Regatas Corrientes
| 6 de mayo, 21:00 | Instituto                                                          | 81–79                | Regatas Corrientes                                                 | Córdoba |  |  |
|                  | Parciales: 26-23, 19-19, 16-16, 20-21                              |                      |                                                                    | |  |  |
|                  | Estadísticas Dwayne Davis 18 Sam Clancy, Jr. 15 Luciano González 4 | Reporte Pts Reb Asts | Estadísticas 22 Paolo Quinteros 6 Chevon Troutman 8 Santiago Vidal | Pabellón: Estadio Ángel Sandrín Árbitros: * Alejandro Ramallo * Diego Rougier * Cristian Alfaro Televisión: DIRECTV Sports |  |  |
| Serie: 1 - 0     |                                                                    |                      |                                                                    | |  |  |
|                  |                                                                    |                      |                                                                    | |  |  |

| 8 de mayo    | Instituto                                                       | 88–68                | Regatas Corrientes                                                          | Córdoba                                                                                      |  |  |
|              | Parciales: 21-13, 23-14, 25-16, 19-25                           |                      |                                                                             |                                                                                              |  |  |
|              | Estadísticas Dwayne Davis 20 Sam Clancy, Jr. 10 Gastón Whelan 6 | Reporte Pts Reb Asts | Estadísticas 10 Paolo Quinteros 6 Fernando Martina 3 Fabián Ramírez Barrios | Pabellón: Estadio Ángel Sandrín Árbitros: * Alejandro Chiti * Julio Dinamarca * Raúl Sánchez |  |  |
| Serie: 2 - 0 |                                                                 |                      |                                                                             |                                                                                              |  |  |
|              |                                                                 |                      |                                                                             |                                                                                              |  |  |

| 11 de mayo, 21:30 | Regatas Corrientes                                                                 | 83–93                | Instituto                                                      | Corrientes                                                                                       |  |  |
|                   | Parciales: 29-18, 18-17, 16-25, 20-33                                              |                      |                                                                |                                                                                                  |  |  |
|                   | Estadísticas Fabián Ramírez Barrios 19 Fabián Ramírez Barrios 10 Paolo Quinteros 5 | Reporte Pts Reb Asts | Estadísticas 31 Dwayne Davis 8 Facundo Piñero 8 Santiago Scala | Pabellón: Estadio José Jorge Contte Árbitros: * Oscar Brítez * Rodrigo Castillo * Gustavo D’Anna |  |  |
| Serie: 0 - 3      |                                                                                    |                      |                                                                |                                                                                                  |  |  |
|                   |                                                                                    |                      |                                                                |                                                                                                  |  |  |

Quimsa - Estudiantes Concordia
| 6 de mayo, 21:00 | Quimsa                                                               | 80–74                | Estudiantes Concordia                                                             | Santiago del Estero                                                                     |  |  |
|                  | Parciales: 21-15, 24-22, 14-22, 21-15                                |                      |                                                                                   |                                                                                         |  |  |
|                  | Estadísticas Juan Brussino 17 Jeremiah Massey 10 Leonel Schattmann 9 | Reporte Pts Reb Asts | Estadísticas 24 Jasiel Rivero 8 Mateo Bolívar 4 Sebastián Orresta y Mateo Bolívar | Pabellón: Estadio Ciudad Árbitros: * Fernando Sampietro * Roberto Smith * Alberto Ponzo |  |  |
| Serie: 1 - 0     |                                                                      |                      |                                                                                   |                                                                                         |  |  |
|                  |                                                                      |                      |                                                                                   |                                                                                         |  |  |

| 8 de mayo, 22:00 | Quimsa                                                                | 101–66               | Estudiantes Concordia                                                        | Santiago del Estero                                                                       |  |  |
|                  | Parciales: 32-24, 18-9, 33-12, 18-21                                  |                      |                                                                              |                                                                                           |  |  |
|                  | Estadísticas Novar Gadson 17 Torin Francis 11 Nicolás De Los Santos 5 | Reporte Pts Reb Asts | Estadísticas 11 Mateo Bolívar 9 Sebastián Vázquez Bernal 2 Sebastián Orresta | Pabellón: Estadio Ciudad Árbitros: * Pablo Estévez * Sergio Tarifeño * Sebastián Moncloba |  |  |
| Serie: 2 - 0     |                                                                       |                      |                                                                              |                                                                                           |  |  |
|                  |                                                                       |                      |                                                                              |                                                                                           |  |  |

| 11 de mayo, 21:30 | Estudiantes Concordia                                               | 81–75                | Quimsa                                                            | Concordia                                                                         |  |  |
|                   | Parciales: 26-17, 13-18, 15-21, 27-19                               |                      |                                                                   |                                                                                   |  |  |
|                   | Estadísticas Jasiel Rivero 26 Anthony Smith, Jr. 11 Mateo Bolívar 5 | Reporte Pts Reb Asts | Estadísticas 24 Jeremiah Massey 8 Jeremiah Massey 5 Juan Brussino | Pabellón: El Gigante Verde Árbitros: * Alejandro Chiti * Pedro Hoyo * Ariel Rosas |  |  |
| Serie: 1 - 2      |                                                                     |                      |                                                                   |                                                                                   |  |  |
|                   |                                                                     |                      |                                                                   |                                                                                   |  |  |

| 13 de mayo, 21:30 | Estudiantes Concordia                                         | 73–79                | Quimsa                                                      | Concordia                                                                                  |  |  |
|                   | Parciales: 29-9, 12-21, 13-21, 19-28                          |                      |                                                             |                                                                                            |  |  |
|                   | Estadísticas David Doblas 23 David Doblas 5 Leandro Vildoza 5 | Reporte Pts Reb Asts | Estadísticas 13 Novar Gadson 8 Torin Francis 4 Novar Gadson | Pabellón: El Gigante Verde Árbitros: * Diego Rougier * Alejandro Zanabone * Javier Sánchez |  |  |
| Serie: 1 - 3      |                                                               |                      |                                                             |                                                                                            |  |  |
|                   |                                                               |                      |                                                             |                                                                                            |  |  |

La Unión de Formosa - Hispano Americano
| 6 de mayo, 21:30 | La Unión de Formosa                                                  | 88–65                | Hispano Americano                                                    | Formosa                                                                                              |  |  |
|                  | Parciales: 23-14, 21-16, 15-20, 29-15                                |                      |                                                                      | |  |  |
|                  | Estadísticas Alexis Elsener 21 Chaz Crawford 6 Alejandro Konsztadt 6 | Reporte Pts Reb Asts | Estadísticas 21 Larry O'Bannon 5 Patricio Tabarez 5 Patricio Tabarez | Pabellón: Polideportivo Cincuentenario Árbitros: * Oscar Brítez * Gonzalo Delsart * Rodrigo Castillo |  |  |
| Serie: 1 - 0     |                                                                      |                      |                                                                      | |  |  |
|                  |                                                                      |                      |                                                                      | |  |  |

| 8 de mayo, 22:00 | La Unión de Formosa                                                        | 72–79                | Hispano Americano                                                    | Formosa                                                                                             |  |  |
|                  | Parciales: 17-19, 19-22, 14-15, 22-23                                      |                      |                                                                      | |  |  |
|                  | Estadísticas Federico Marín 20 Alejandro Konsztadt 9 Alejandro Konsztadt 2 | Reporte Pts Reb Asts | Estadísticas 23 Patricio Tabarez 9 Nicolás Paletta 3 Nicolás Paletta | Pabellón: Polideportivo Cincuentenario Árbitros: * Juan Fernández * Javier Mendoza * Gustavo D'Anna |  |  |
| Serie: 1 - 1     |                                                                            |                      |                                                                      | |  |  |
|                  |                                                                            |                      |                                                                      | |  |  |

| 11 de mayo, 21:00 | Hispano Americano                                              | 81–83                | La Unión de Formosa                                                   | Río Gallegos                                                                                      |  |  |
|                   | Parciales: 19-17, 19-28, 25-18, 18-20                          |                      |                                                                       |                                                                                                   |  |  |
|                   | Estadísticas Nicolás Paletta 18 Javier Carter 8 Mariano Byró 5 | Reporte Pts Reb Asts | Estadísticas 22 Alexis Elsener 10 Chaz Crawford 3 Alejandro Konsztadt | Pabellón: Estadio Boxing Club Árbitros: * Leandro Lezcano * Alejandro Zanabone * Leonardo Barotto |  |  |
| Serie: 1 - 2      |                                                                |                      |                                                                       |                                                                                                   |  |  |
|                   |                                                                |                      |                                                                       |                                                                                                   |  |  |

| 13 de mayo, 20:00 | Hispano Americano                                                   | 84–86                | La Unión de Formosa                                                       | Río Gallegos                                                                                     |  |  |
|                   | Parciales: 22-17, 21-16, 15-28, 26-25                               |                      |                                                                           |                                                                                                  |  |  |
|                   | Estadísticas Javier Carter 19 Patricio Tabarez 12 Nicolás Paletta 7 | Reporte Pts Reb Asts | Estadísticas 21 Alejandro Konsztadt 6 Chaz Crawford 7 Alejandro Konsztadt | Pabellón: Estadio Boxing Club Árbitros: * Fernando Sampietro * Sergio Tarifeño * Julio Dinamarca |  |  |
| Serie: 1 - 3      |                                                                     |                      |                                                                           |                                                                                                  |  |  |
|                   |                                                                     |                      |                                                                           |                                                                                                  |  |  |

Gimnasia y Esgrima (Comodoro Rivadavia) - Argentino (Junín)
| 6 de mayo, 21:30 | Gimnasia (CR)                                                        | 89–55                | Argentino (J)                                                     | Comodoro Rivadavia                                                                            |  |  |
|                  | Parciales: 25-15, 15-21, 19-13, 30-6                                 |                      |                                                                   |                                                                                               |  |  |
|                  | Estadísticas Winsome Frazier 27 Richard Jackson 11 Gustavo Barrera 5 | Reporte Pts Reb Asts | Estadísticas 14 Marvin Phillips 9 Marvin Phillips 4 Gastón García | Pabellón: Estadio Socios Fundadores Árbitros: * Daniel Rodrigo * Pedro Hoyo * Enrique Cáceres |  |  |
| Serie: 1 - 0     |                                                                      |                      |                                                                   |                                                                                               |  |  |
|                  |                                                                      |                      |                                                                   |                                                                                               |  |  |

| 8 de mayo, 21:30 | Gimnasia (CR)                                                        | 88–84                | Argentino (J)                                                   | Comodoro Rivadavia                                                                            |  |  |
|                  | Parciales: 20-13, 27-22, 26-25, 15-24                                |                      |                                                                 |                                                                                               |  |  |
|                  | Estadísticas Franco Giorgetti 20 Winsome Frazier 8 Gustavo Barrera 6 | Reporte Pts Reb Asts | Estadísticas 22 Marvin Phillips 11 Anthony Kent 3 Luis Cequeira | Pabellón: Estadio Socios Fundadores Árbitros: * Fabricio Vito * Mario Aluz * Leonardo Barotto |  |  |
| Serie: 2 - 0     |                                                                      |                      |                                                                 |                                                                                               |  |  |
|                  |                                                                      |                      |                                                                 |                                                                                               |  |  |

| 11 de mayo, 21:30 | Argentino (J)                                                  | 72–70                | Gimnasia (CR)                                                     | Junín                                                                                              |  |  |
|                   | Parciales: 14-15, 10-12, 20-19, 28-24                          |                      |                                                                   | |  |  |
|                   | Estadísticas Juan Cangelosi 17 Anthony Kent 10 Luis Cequeira 7 | Reporte Pts Reb Asts | Estadísticas 14 Winsome Frazier 13 Diego Romero 4 Gustavo Barrera | Pabellón: El Fortín de las Morochas Árbitros: * Juan Fernández * Alejandro Ramallo * Alberto Ponzo |  |  |
| Serie: 1 - 2      |                                                                |                      |                                                                   | |  |  |
|                   |                                                                |                      |                                                                   | |  |  |

| 13 de mayo, 21:30 | Argentino (J)                                                    | 73–75                | Gimnasia (CR)                                                    | Junín                                                                                             |  |  |
|                   | Parciales: 14-25, 17-16, 13-5, 9-9                               |                      |                                                                  |                                                                                                   |  |  |
|                   | Estadísticas Marcos Saglietti 11 Anthony Kent 15 Luis Cequeira 3 | Reporte Pts Reb Asts | Estadísticas 13 Diego Romero 9 Gustavo Barrera 3 Gustavo Barrera | Pabellón: El Fortín de las Morochas Árbitros: * Alejandro Chiti * Roberto Smith * Gonzalo Delsart |  |  |
| Serie: 1 - 3      |                                                                  |                      |                                                                  |                                                                                                   |  |  |
|                   |                                                                  |                      |                                                                  |                                                                                                   |  |  |

Obras Basket - Weber Bahía Basket
| 6 de mayo, 20:00 | Obras Basket                                                | 89–80                | Weber Bahía                                                         | Buenos Aires                                                                                   |  |  |
|                  | Parciales: 24-18, 20-23, 23-25, 22-14                       |                      |                                                                     |                                                                                                |  |  |
|                  | Estadísticas Maurice Kemp 28 Maurice Kemp 8 Pedro Barral 10 | Reporte Pts Reb Asts | Estadísticas 16 Luciano Parodi 7 Juan Pablo Vaulet 6 Luciano Parodi | Pabellón: Estadio Obras Sanitarias Árbitros: * Alejandro Chiti * Sergio Tarifeño * Ariel Rosas |  |  |
| Serie: 1 - 0     |                                                             |                      |                                                                     |                                                                                                |  |  |
|                  |                                                             |                      |                                                                     |                                                                                                |  |  |

| 8 de mayo, 20:00 | Obras Basket                                               | 91–75                | Weber Bahía                                                       | Buenos Aires                                                                                     |  |  |
|                  | Parciales: 29-17, 19-16, 19-20, 24-22                      |                      |                                                                   |                                                                                                  |  |  |
|                  | Estadísticas Maurice Kemp 21 Maurice Kemp 7 Pedro Barral 8 | Reporte Pts Reb Asts | Estadísticas 16 Facundo Corvalán 5 Gerson Santo 6 Santiago Vaulet | Pabellón: Estadio Obras Sanitarias Árbitros: * Oscar Brítez * Alejandro Zanabone * Alberto Ponzo |  |  |
| Serie: 2 - 0     |                                                            |                      |                                                                   |                                                                                                  |  |  |
|                  |                                                            |                      |                                                                   |                                                                                                  |  |  |

| 11 de mayo, 22:00 | Weber Bahía                                                               | 74–77                | Obras Basket                                             | Bahía Blanca                                                                                  |  |  |
|                   | Parciales: 26-15, 18-23, 10-15, 20-24                                     |                      |                                                          |                                                                                               |  |  |
|                   | Estadísticas Santiago Vaulet 23 Anthony Laveal Johnson 9 Luciano Parodi 4 | Reporte Pts Reb Asts | Estadísticas 23 Víctor Liz 7 Maurice Kemp 5 Pedro Barral | Pabellón: Estadio Osvaldo Casanova Árbitros: * Diego Rougier * Julio Dinamarca * Raúl Sánchez |  |  |
| Serie: 0 - 3      |                                                                           |                      |                                                          |                                                                                               |  |  |
|                   |                                                                           |                      |                                                          |                                                                                               |  |  |

### Cuartos de final
San Lorenzo (Buenos Aires) - Obras Basket
| 18 de mayo, 21:00 | San Lorenzo (BA)                                                     | 83–84                | Obras Basket                                                    | Buenos Aires                                                                                    |  |  |
|                   | Parciales: 30-22, 19-14, 21-21, 13-27                                |                      |                                                                 |                                                                                                 |  |  |
|                   | Estadísticas Dar Tucker 22 Javier Justiz Ferrer 11 Nicolás Aguirre 7 | Reporte Pts Reb Asts | Estadísticas 22 Eric Anderson Jr 10 Maurice Kemp 4 Pedro Barral | Pabellón: Polideportivo Roberto Pando Árbitros: * Alejandro Chiti * Diego Rougier * Ariel Rosas |  |  |
| Serie: 0 - 1      |                                                                      |                      |                                                                 |                                                                                                 |  |  |
|                   |                                                                      |                      |                                                                 |                                                                                                 |  |  |

| 20 de mayo, 22:00 | San Lorenzo (BA)                                                 | 102–82               | Obras Basket                                               | Buenos Aires |  |  |
|                   | Parciales: 33-11, 26-23, 20-18, 23-30                            |                      |                                                            | |  |  |
|                   | Estadísticas Nicolás Aguirre 28 Gabriel Deck 9 Nicolás Aguirre 7 | Reporte Pts Reb Asts | Estadísticas 22 Víctor Liz 6 Eric Anderson Jr 6 Víctor Liz | Pabellón: Polideportivo Roberto Pando Árbitros: * Juan Fernández * Fabricio Vito * Alejandro Zanabone Televisión: TyC Sports |  |  |
| Serie: 1 - 1      |                                                                  |                      |                                                            | |  |  |
|                   |                                                                  |                      |                                                            | |  |  |

| 23 de mayo, 20:00 | Obras Basket                                                | 94–99                | San Lorenzo (BA)                                           | Buenos Aires                                                                                          |  |  |
|                   | Parciales: 20-22, 26-15, 25-30, 23-32                       |                      |                                                            | |  |  |
|                   | Estadísticas Víctor Liz 29 Phillip Lockett 9 Pedro Barral 8 | Reporte Pts Reb Asts | Estadísticas 46 Dar Tucker 8 Marcos Mata 4 Nicolás Aguirre | Pabellón: Estadio Obras Sanitarias Árbitros: * Alejandro Chiti * Leandro Lezcano * Sebastián Moncloba |  |  |
| Serie: 1 - 2      |                                                             |                      |                                                            | |  |  |
|                   |                                                             |                      |                                                            | |  |  |

| 25 de mayo, 21:00 | Obras Basket                                                  | 62–72                | San Lorenzo (BA)                                                      | Buenos Aires |  |  |
|                   | Parciales: 10-18, 18-13, 20-14, 14-27                         |                      |                                                                       | |  |  |
|                   | Estadísticas Eric Anderson Jr 16 Maurice Kemp 12 Víctor Liz 4 | Reporte Pts Reb Asts | Estadísticas 20 Gabriel Deck 9 Javier Justiz Ferrer 5 Nicolás Aguirre | Pabellón: Estadio Obras Sanitarias Árbitros: * Pablo Estévez * Rodrigo Castillo * Raúl Sánchez Televisión: TyC Sports |  |  |
| Serie: 1 - 3      |                                                               |                      |                                                                       | |  |  |
|                   |                                                               |                      |                                                                       | |  |  |

San Martín (Corrientes) - Gimnasia (Comodoro Rivadavia)
| 18 de mayo, 21:30 | San Martín (C)                                                    | 60–69                | Gimnasia (CR)                                                         | Corrientes                                                                                |  |  |
|                   | Parciales: 10-20, 15-15, 20-11, 15-23                             |                      |                                                                       |                                                                                           |  |  |
|                   | Estadísticas Michael Hicks 15 Jeremiah Wood 10 Federico Aguerre 3 | Reporte Pts Reb Asts | Estadísticas 11 Winsome Frazier 10 Franco Giorgetti 6 Gustavo Barrera | Pabellón: El Fortín Rojinegro Árbitros: * Pablo Estévez * Sergio Tarifeño * Alberto Ponzo |  |  |
| Serie: 0 - 1      |                                                                   |                      |                                                                       |                                                                                           |  |  |
|                   |                                                                   |                      |                                                                       |                                                                                           |  |  |

| 20 de mayo, 21:30 | San Martín (C)                                                                   | 79–77                | Gimnasia (CR)                                                     | Corrientes                                                                                   |  |  |
|                   | Parciales: 22-16, 15-22, 16-11, 15-19 (T.E.: 11-9)                               |                      |                                                                   |                                                                                              |  |  |
|                   | Estadísticas Reynaldo García Zamora 23 Jeremiah Wood 11 Reynaldo García Zamora 5 | Reporte Pts Reb Asts | Estadísticas 17 Diego Romero 11 Winsome Frazier 5 Gustavo Barrera | Pabellón: El Fortín Rojinegro Árbitros: * Fernando Sampietro * Oscar Brítez * Gustavo D'Anna |  |  |
| Serie: 1 - 1      |                                                                                  |                      |                                                                   |                                                                                              |  |  |
|                   |                                                                                  |                      |                                                                   |                                                                                              |  |  |

| 23 de mayo, 21:30 | Gimnasia (CR)                                                  | 65–60                | San Martín (C)                                                           | Comodoro Rivadavia                                                                             |  |  |
|                   | Parciales: 10-19, 19-14, 19-15, 17-12                          |                      |                                                                          |                                                                                                |  |  |
|                   | Estadísticas Gustavo Barrera 23 Diego Romero 10 Diego Romero 6 | Reporte Pts Reb Asts | Estadísticas 14 Lucas Faggiano 9 Reynaldo García Zamora 5 Lucas Faggiano | Pabellón: Estadio Socios Fundadores Árbitros: * Roberto Smith * Fabricio Vito * Javier Sánchez |  |  |
| Serie: 2 - 1      |                                                                |                      |                                                                          |                                                                                                |  |  |
|                   |                                                                |                      |                                                                          |                                                                                                |  |  |

| 25 de mayo, 21:30 | Gimnasia (CR)                                                      | 68–80                | San Martín (C)                                                   | Comodoro Rivadavia                                                                                   |  |  |
|                   | Parciales: 13-12, 20-21, 14-29, 21-18                              |                      |                                                                  | |  |  |
|                   | Estadísticas Juan Manuel Rivero 20 Daniel Hure 7 Gustavo Barrera 9 | Reporte Pts Reb Asts | Estadísticas 18 Lucas Faggiano 13 Jeremiah Wood 3 Lucas Faggiano | Pabellón: Estadio Socios Fundadores Árbitros: * Alejandro Chiti * Diego Rougier * Alejandro Zanabone |  |  |
| Serie: 2 - 2      |                                                                    |                      |                                                                  | |  |  |
|                   |                                                                    |                      |                                                                  | |  |  |

| 27 de mayo, 22:00 | San Martín (C)                                                 | 68–58                | Gimnasia (CR)                                                    | Corrientes |  |  |
|                   | Parciales: 10-18, 23-10, 13-10                                 |                      |                                                                  | |  |  |
|                   | Estadísticas Justin Keenan 19 Jeremiah Wood 9 Lucas Faggiano 7 | Reporte Pts Reb Asts | Estadísticas 14 Franco Giorgetti 8 Eloy Vargas 6 Gustavo Barrera | Pabellón: El Fortín Rojinegro Árbitros: * Pablo Estévez * Fernando Sampietro * Alejandro Ramallo Televisión: TyC Sports |  |  |
| Serie: 3 - 2      |                                                                |                      |                                                                  | |  |  |
|                   |                                                                |                      |                                                                  | |  |  |

Atenas - La Unión de Formosa
| 18 de mayo, 21:30 | Atenas                                                           | 82–72                | La Unión de Formosa                                                       | Córdoba                                                                                            |  |  |
|                   | Parciales: 18-11, 20-16, 17-25, 27-20                            |                      |                                                                           | |  |  |
|                   | Estadísticas Donald Sims 23 Jerome Meyinsse 12 Jerome Meyinsse 3 | Reporte Pts Reb Asts | Estadísticas 21 Jonathan Maldonado 12 Chaz Crawford 3 Alejandro Konsztadt | Pabellón: Polideportivo Carlos Cerutti Árbitros: * Juan Fernández * Roberto Smith * Javier Sánchez |  |  |
| Serie: 1 - 0      |                                                                  |                      |                                                                           | |  |  |
|                   |                                                                  |                      |                                                                           | |  |  |

| 20 de mayo, 21:30 | Atenas                                                        | 72–76                | La Unión de Formosa                                                 | Córdoba |  |  |
|                   | Parciales: 25-10, 16-26, 15-20, 16-20                         |                      |                                                                     | |  |  |
|                   | Estadísticas Donald Sims 17 Jerome Meyinsse 12 Weyinmi Rose 6 | Reporte Pts Reb Asts | Estadísticas 20 Anthony Young 5 Chaz Crawford 4 Alejandro Konsztadt | Pabellón: Polideportivo Carlos Cerutti Árbitros: * Alejandro Chiti * Alejandro Ramallo * Sebastián Moncloba |  |  |
| Serie: 1 - 1      |                                                               |                      |                                                                     | |  |  |
|                   |                                                               |                      |                                                                     | |  |  |

| 23 de mayo, 22:00 | La Unión de Formosa                                                  | 75–59                | Atenas                                                        | Formosa                                                                                              |  |  |
|                   | Parciales: 20-14, 19-7, 21-14, 15-24                                 |                      |                                                               | |  |  |
|                   | Estadísticas Chaz Crawford 16 Alexis Elsener 8 Alejandro Konsztadt 7 | Reporte Pts Reb Asts | Estadísticas 17 Roquez Johnson 6 Roquez Johnson 2 Donald Sims | Pabellón: Polideportivo Cincuentenario Árbitros: * Pablo Estévez * Rodrigo Castillo * Gustavo D'Anna |  |  |
| Serie: 2 - 1      |                                                                      |                      |                                                               | |  |  |
|                   |                                                                      |                      |                                                               | |  |  |

| 25 de mayo, 22:00 | La Unión de Formosa                                            | 57–80                | Atenas                                                            | Formosa |  |  |
|                   | Parciales: 9-31, 17-14, 14-22, 17-13                           |                      |                                                                   | |  |  |
|                   | Estadísticas Jordan Glynn 12 Alexis Elsener 7 Alexis Elsener 2 | Reporte Pts Reb Asts | Estadísticas 19 Nicolás Romano 10 Nicolás Romano 4 Nicolás Romano | Pabellón: Polideportivo Cincuentenario Árbitros: * Fernando Sampietro * Oscar Brítez * Gonzalo Delsart Televisión: DIRECTV Sports |  |  |
| Serie: 2 - 2      |                                                                |                      |                                                                   | |  |  |
|                   |                                                                |                      |                                                                   | |  |  |

| 27 de mayo, 21:30 | Atenas                                                             | 85–80                | La Unión de Formosa                                                    | Córdoba                                                                                            |  |  |
|                   | Parciales: 14-22, 30-15, 16-18, 25-25                              |                      |                                                                        | |  |  |
|                   | Estadísticas Juan Pablo Cantero 20 Roquez Johnson 7 Weyinmi Rose 6 | Reporte Pts Reb Asts | Estadísticas 24 Alexis Elsener 13 Alexis Elsener 4 Alejandro Konsztadt | Pabellón: Polideportivo Carlos Cerutti Árbitros: * Alejandro Chiti * Fabricio Vito * Roberto Smith |  |  |
| Serie: 3 - 2      |                                                                    |                      |                                                                        | |  |  |
|                   |                                                                    |                      |                                                                        | |  |  |

Instituto - Quimsa
| 18 de mayo, 21:00 | Instituto                                                     | 86–78                | Quimsa                                                                 | Córdoba |  |  |
|                   | Parciales: 21-17, 17-14, 26-17, 22-30                         |                      |                                                                        | |  |  |
|                   | Estadísticas Dwayne Davis 33 Sam Clancy, Jr. 9 Dwayne Davis 3 | Reporte Pts Reb Asts | Estadísticas 19 Torin Francis 10 Torin Francis 3 Nicolás De Los Santos | Pabellón: Estadio Ángel Sandrín Árbitros: * Oscar Brítez * Rodrigo Castillo * Raúl Sánchez Televisión: DIRECTV Sports |  |  |
| Serie: 1 - 0      |                                                               |                      |                                                                        | |  |  |
|                   |                                                               |                      |                                                                        | |  |  |

| 20 de mayo, 21:00 | Instituto                                                            | 97–93                | Quimsa                                                                | Córdoba                                                                                       |  |  |
|                   | Parciales: 14-19, 24-21, 29-18, 30-35                                |                      |                                                                       |                                                                                               |  |  |
|                   | Estadísticas Luciano González 25 Sam Clancy, Jr. 11 Santiago Scala 5 | Reporte Pts Reb Asts | Estadísticas 25 Juan Brussino 7 Torin Francis 7 Nicolás De Los Santos | Pabellón: Estadio Ángel Sandrín Árbitros: * Pablo Estévez * Leandro Lezcano * Gonzalo Delsart |  |  |
| Serie: 2 - 0      |                                                                      |                      |                                                                       |                                                                                               |  |  |
|                   |                                                                      |                      |                                                                       |                                                                                               |  |  |

| 23 de mayo, 21:30 | Quimsa                                                          | 95–80                | Instituto                                                         | Santiago del Estero                                                                                      |  |  |
|                   | Parciales: 26-16, 28-23, 19-23, 22-18                           |                      |                                                                   | |  |  |
|                   | Estadísticas Torin Francis 22 Jeremiah Massey 9 Juan Brussino 7 | Reporte Pts Reb Asts | Estadísticas 22 Facundo Piñero 15 Sam Clancy, Jr. 4 Gastón Whelan | Pabellón: Estadio Ciudad Árbitros: * Diego Rougier * Oscar Brítez * Alberto Ponzo Televisión: TyC Sports |  |  |
| Serie: 1 - 2      |                                                                 |                      |                                                                   | |  |  |
|                   |                                                                 |                      |                                                                   | |  |  |

| 25 de mayo, 22:00 | Quimsa                                                               | 84–90                | Instituto                                                          | Santiago del Estero                                                               |  |  |
|                   | Parciales: 24-23, 8-20, 28-28, 24-19                                 |                      |                                                                    |                                                                                   |  |  |
|                   | Estadísticas Jeremiah Massey 28 Torin Francis 11 Leonel Schattmann 8 | Reporte Pts Reb Asts | Estadísticas 24 Brandon Davis 9 Cristian Amicucci 3 Santiago Scala | Pabellón: Estadio Ciudad Árbitros: * Fabricio Vito * Juan Fernández * Ariel Rosas |  |  |
| Serie: 1 - 3      |                                                                      |                      |                                                                    |                                                                                   |  |  |
|                   |                                                                      |                      |                                                                    |                                                                                   |  |  |

### Semifinales
San Lorenzo (Buenos Aires) - Instituto
| 30 de mayo, 22:10 | San Lorenzo (BA)                                             | 85–77                | Instituto                                                      | Buenos Aires |  |  |
|                   | Parciales: 24-16, 20-17, 22-26, 19-18                        |                      |                                                                | |  |  |
|                   | Estadísticas Gabriel Deck 31 Marcos Mata 9 Nicolás Aguirre 5 | Reporte Pts Reb Asts | Estadísticas 24 Dwayne Davis 5 Santiago Scala 5 Santiago Scala | Pabellón: Polideportivo Roberto Pando Árbitros: * Fabricio Vito * Alejandro Chiti * Diego Rougier Televisión: TyC Sports |  |  |
| Serie: 1 - 0      |                                                              |                      |                                                                | |  |  |
|                   |                                                              |                      |                                                                | |  |  |

| 1 de junio, 21:00 | San Lorenzo (BA)                                         | 64–66                | Instituto                                                           | Buenos Aires                                                                                             |  |  |
|                   | Parciales: 12-11, 23-21, 16-22, 13-12                    |                      |                                                                     | |  |  |
|                   | Estadísticas Gabriel Deck 16 Gabriel Deck 7 Dar Tucker 3 | Reporte Pts Reb Asts | Estadísticas 19 Luciano González 10 Sam Clancy, Jr. 5 Gastón Whelan | Pabellón: Polideportivo Roberto Pando Árbitros: * Pablo Estévez * Fernando Sampietro * Alejandro Ramallo |  |  |
| Serie: 1 - 1      |                                                          |                      |                                                                     | |  |  |
|                   |                                                          |                      |                                                                     | |  |  |

| 4 de junio, 21:00 | Instituto                                                       | 82–90                | San Lorenzo (BA)                                                      | Córdoba                                                                                     |  |  |
|                   | Parciales: 25-24, 19-19, 19-26, 19-21                           |                      |                                                                       |                                                                                             |  |  |
|                   | Estadísticas Santiago Scala 14 Sam Clancy, Jr. 9 Dwayne Davis 9 | Reporte Pts Reb Asts | Estadísticas 26 Gabriel Deck 9 Javier Justiz Ferrer 9 Nicolás Aguirre | Pabellón: Estadio Ángel Sandrín Árbitros: * Juan Fernández * Oscar Brítez * Alejandro Chiti |  |  |
| Serie: 1 - 2      |                                                                 |                      |                                                                       |                                                                                             |  |  |
|                   |                                                                 |                      |                                                                       |                                                                                             |  |  |

| 6 de junio, 22:15 | Instituto                                                      | 75–73                | San Lorenzo (BA)                                            | Córdoba |  |  |
|                   | Parciales: 23-14, 7-17, 27-24, 18-18                           |                      |                                                             | |  |  |
|                   | Estadísticas Dwayne Davis 26 Sam Clancy, Jr. 14 Dwayne Davis 1 | Reporte Pts Reb Asts | Estadísticas 17 Nicolás Aguirre 7 Marcos Mata 7 Marcos Mata | Pabellón: Estadio Ángel Sandrín Árbitros: * Pablo Estévez * Fabricio Vito * Leandro Lezcano Televisión: TyC Sports |  |  |
| Serie: 2 - 2      |                                                                |                      |                                                             | |  |  |
|                   |                                                                |                      |                                                             | |  |  |

| 8 de junio, 21:00 | San Lorenzo (BA)                                                      | 86–79                | Instituto                                                      | Buenos Aires |  |  |
|                   | Parciales: 22-18, 18-24, 29-20, 17-17                                 |                      |                                                                | |  |  |
|                   | Estadísticas Gabriel Deck 25 Javier Justiz Ferrer 7 Nicolás Aguirre 7 | Reporte Pts Reb Asts | Estadísticas 31 Dwayne Davis 9 Sam Clancy, Jr. 3 Gastón Whelan | Pabellón: Polideportivo Roberto Pando Árbitros: * Juan Fernández * Alejandro Ramallo * Oscar Brítez Televisión: TyC Sports |  |  |
| Serie: 3 - 2      |                                                                       |                      |                                                                | |  |  |
|                   |                                                                       |                      |                                                                | |  |  |

San Martín (Corrientes) - Atenas
| 30 de mayo, 21:30 | San Martín (C)                                                                | 88–60                | Atenas                                                            | Corrientes                                                                                |  |  |
|                   | Parciales: 17-13, 24-18, 24-20, 23-9                                          |                      |                                                                   |                                                                                           |  |  |
|                   | Estadísticas Jeremiah Wood 15 Reyaldo García Zamora 9 Reyaldo García Zamora 5 | Reporte Pts Reb Asts | Estadísticas 16 Diego Lo Grippo 7 Nicolás Romano 2 Nicolás Romano | Pabellón: El Fortín Rojinegro Árbitros: * Leandro Lezcano * Oscar Brítez * Juan Fernández |  |  |
| Serie: 1 - 0      |                                                                               |                      |                                                                   |                                                                                           |  |  |
|                   |                                                                               |                      |                                                                   |                                                                                           |  |  |

| 1 de junio, 21:00 | San Martín (C)                                                          | 80–78                | Atenas                                                        | Corrientes |  |  |
|                   | Parciales: 8-17, 29-22, 18-23, 25-16                                    |                      |                                                               | |  |  |
|                   | Estadísticas Reynaldo García Zamora 19 Justin Keenan 9 Matías Lescano 5 | Reporte Pts Reb Asts | Estadísticas 23 Donald Sims 10 Jerome Meyinsse 4 Weyinmi Rose | Pabellón: El Fortín Rojinegro Árbitros: * Alejandro Chiti * Diego Rougier * Roberto Smith Televisión: DIRECTV Sports |  |  |
| Serie: 2 - 0      |                                                                         |                      |                                                               | |  |  |
|                   |                                                                         |                      |                                                               | |  |  |

| 4 de junio, 22:00 | Atenas                                                       | 84–85                | San Martín (C)                                                        | Córdoba |  |  |
|                   | Parciales: 15-25, 16-20, 24-16, 20-14 (T.E.: 9-10)           |                      |                                                                       | |  |  |
|                   | Estadísticas Donald Sims 19 Jerome Meyinsse 12 Donald Sims 7 | Reporte Pts Reb Asts | Estadísticas 22 Federico Aguerre 12 Federico Aguerre 6 Lucas Faggiano | Pabellón: Polideportivo Carlos Cerutti Árbitros: * Pablo Estévez * Fabricio Vito * Rodrigo Castillo Televisión: TyC Sports |  |  |
| Serie: 0 - 3      |                                                              |                      |                                                                       | |  |  |
|                   |                                                              |                      |                                                                       | |  |  |

### Final
San Lorenzo (Buenos Aires) - San Martín (Corrientes)
| 11 de junio, 22:00 | San Lorenzo (BA)                                              | 86–80                | San Martín (C)                                                     | Buenos Aires |  |  |
|                    | Parciales: 15-12, 22-17, 19-26, 30-25                         |                      |                                                                    | |  |  |
|                    | Estadísticas Gabriel Deck 25 Joel Anthony 7 Nicolás Aguirre 4 | Reporte Pts Reb Asts | Estadísticas 19 Justin Keenan 10 Federico Aguerre 3 Lucas Faggiano | Pabellón: Polideportivo Roberto Pando Árbitros: * Fabricio Vito * Fernando Sampietro * Diego Rougier Televisión: TyC Sports |  |  |
| Serie: 1 - 0       |                                                               |                      |                                                                    | |  |  |
|                    |                                                               |                      |                                                                    | |  |  |

| 13 de junio, 22:00 | San Lorenzo (BA)                                                | 96–68                | San Martín (C)                                                 | Buenos Aires |  |  |
|                    | Parciales: 16-20, 23-13, 27-18, 30-17                           |                      |                                                                | |  |  |
|                    | Estadísticas Dar Tucker 27 Javier Justiz Ferrer 9 Marcos Mata 4 | Reporte Pts Reb Asts | Estadísticas 13 Michael Hicks 8 Jeremiah Wood 3 Jonatan Treise | Pabellón: Polideportivo Roberto Pando Árbitros: * Pablo Estévez * Juan Fernández * Oscar Brítez Televisión: TyC Sports |  |  |
| Serie: 2 - 0       |                                                                 |                      |                                                                | |  |  |
|                    |                                                                 |                      |                                                                | |  |  |

| 16 de junio, 21:00 | San Martín (C)                                                   | 80–79                | San Lorenzo (BA)                                                  | Corrientes |  |  |
|                    | Parciales: 15-10, 19-24, 30-12, 16-33                            |                      |                                                                   | |  |  |
|                    | Estadísticas Michael Hicks 19 Jeremiah Wood 9 Federico Aguerre 3 | Reporte Pts Reb Asts | Estadísticas 26 Dar Tucker 12 Javier Justiz Ferrer 4 José Vildoza | Pabellón: El Fortín Rojinegro Árbitros: * Fabricio Vito * Diego Rougier * Leandro Lezcano Televisión: TyC Sports |  |  |
| Serie: 1 - 2       |                                                                  |                      |                                                                   | |  |  |
|                    |                                                                  |                      |                                                                   | |  |  |

| 18 de junio, 21:00 | San Martín (C)                                                 | 91–74                | San Lorenzo (BA)                                                      | Corrientes |  |  |
|                    | Parciales: 23-20, 20-23, 25-20, 23-11                          |                      |                                                                       | |  |  |
|                    | Estadísticas Justin Keenan 16 Justin Keenan 7 Lucas Faggiano 5 | Reporte Pts Reb Asts | Estadísticas 19 Gabriel Deck 9 Javier Justiz Ferrer 3 Nicolás Aguirre | Pabellón: El Fortín Rojinegro Árbitros: * Pablo Estévez * Juan Fernández * Oscar Brítez Televisión: TyC Sports |  |  |
| Serie: 2 - 2       |                                                                |                      |                                                                       | |  |  |
|                    |                                                                |                      |                                                                       | |  |  |

| 20 de junio, 21:00 | San Lorenzo (BA)                                                   | 77–60                | San Martín (C)                                                | Buenos Aires |  |  |
|                    | Parciales: 24-8, 22-11, 17-13, 14-230                              |                      |                                                               | |  |  |
|                    | Estadísticas Javier Justiz Ferrer 14 Gabriel Deck 10 Marcos Mata 6 | Reporte Pts Reb Asts | Estadísticas 23 Justin Keenan 7 Justin Keenan 4 Jeremiah Wood | Pabellón: Polideportivo Roberto Pando Árbitros: * Alejandro Chiti * Diego Rougier * Leandro Lezcano Televisión: TyC Sports |  |  |
| Serie: 3 - 2       |                                                                    |                      |                                                               | |  |  |
|                    |                                                                    |                      |                                                               | |  |  |

| 22 de junio, 21:00 | San Martín (C)                                                   | 56–72                | San Lorenzo (BA)                                               | Corrientes |  |  |
|                    | Parciales: 20-21, 16-18, 7-13, 13-20                             |                      |                                                                | |  |  |
|                    | Estadísticas Lucas Faggiano 12 Jeremiah Wood 12 Lucas Faggiano 4 | Reporte Pts Reb Asts | Estadísticas 21 Gabriel Deck 13 Gabriel Deck 4 Nicolás Aguirre | Pabellón: El Fortín Rojinegro Árbitros: * Juan Fernández * Fabricio Vito * Oscar Brítez Televisión: TyC Sports |  |  |
| Serie: 2 - 4       |                                                                  |                      |                                                                | |  |  |
|                    |                                                                  |                      |                                                                | |  |  |

## Posiciones finales
| Posiciones finales. | Posiciones finales.           | Posiciones finales. | Posiciones finales. | Posiciones finales. | Posiciones finales. | Posiciones finales. | Posiciones finales. | Posiciones finales. | Posiciones finales. |
| Equipo              | Equipo                        | Pts                 | Prom                | PJ                  | PG                  | PP                  | TF                  | TC                  | Dif                 |
| ------------------- | ----------------------------- | ------------------- | ------------------- | ------------------- | ------------------- | ------------------- | ------------------- | ------------------- | ------------------- |
| 1.º                 | San Lorenzo (BA) (C)          | 98                  | 75,0                | 56                  | 42                  | 14                  | 4805                | 4381                | 424                 |
| 2.º                 | San Martín (C)                | 96                  | 71,4                | 56                  | 40                  | 16                  | 4611                | 4330                | 281                 |
| 3.º                 | Instituto                     | 84                  | 68,0                | 50                  | 34                  | 16                  | 4258                | 4031                | 227                 |
| 4.º                 | Atenas                        | 84                  | 64,7                | 51                  | 33                  | 18                  | 4366                | 4206                | 160                 |
| 5.º                 | Quimsa                        | 74                  | 60,9                | 46                  | 28                  | 18                  | 3720                | 3555                | 165                 |
| 6.º                 | La Unión de Formosa           | 75                  | 59,6                | 47                  | 28                  | 19                  | 3714                | 3648                | 66                  |
| 7.º                 | Gimnasia (Comodoro Rivadavia) | 74                  | 57,4                | 47                  | 27                  | 20                  | 3779                | 3690                | 89                  |
| 8.º                 | Obras Basket                  | 69                  | 53,3                | 45                  | 24                  | 21                  | 3798                | 3786                | 12                  |
| 9.º                 | Argentino (Junín)             | 61                  | 45,2                | 42                  | 19                  | 23                  | 3260                | 3361                | –101                |
| 10.º                | Weber Bahía                   | 59                  | 43,9                | 41                  | 18                  | 23                  | 3178                | 3293                | –115                |
| 11.º                | Hispano Americano             | 59                  | 40,5                | 42                  | 17                  | 25                  | 3512                | 3650                | –138                |
| 12.º                | Estudiantes Concordia         | 59                  | 40,5                | 42                  | 17                  | 25                  | 3350                | 3436                | –86                 |
| 13.º                | Ciclista Olímpico             | 60                  | 39,5                | 43                  | 17                  | 26                  | 3506                | 3610                | –104                |
| 14.º                | Boca Juniors                  | 60                  | 39,5                | 43                  | 17                  | 26                  | 3339                | 3448                | –109                |
| 15.º                | Regatas Corrientes            | 57                  | 39,0                | 41                  | 16                  | 25                  | 3255                | 3411                | –156                |
| 16.º                | Peñarol                       | 57                  | 35,7                | 42                  | 15                  | 27                  | 3452                | 3549                | –97                 |
| 17.º                | Quilmes                       | 52                  | 36,8                | 38                  | 14                  | 24                  | 3306                | 3422                | –116                |
| 18.º                | Comunicaciones (Mercedes)     | 51                  | 34,2                | 38                  | 13                  | 25                  | 3083                | 3224                | –141                |
| 19.º                | Ferro (Buenos Aires)          | 59                  | 37,2                | 43                  | 16                  | 27                  | 3514                | 3548                | –34                 |
| 20.º                | Salta Basket (D)              | 56                  | 30,2                | 43                  | 13                  | 30                  | 3272                | 3499                | –227                |

| (C): | Campeón                                            |
|      | Clasificados a la Liga de las Américas 2018.       |
|      | Clasificado a la Liga Sudamericana de Clubes 2017. |
| (D)  | Equipo descendido de categoría.                    |

## Clasificación a competencias internacionales

### Liga de las Américas
| San Lorenzo (Buenos Aires) Campeón vigente de la LdA Campeón del torneo | San Martín (Corrientes) Subcampeón del torneo | Atenas Mejor ubicado no clasificado |

### Liga Sudamericana de Clubes
| Instituto Mejor ubicado | Quimsa Segundo mejor ubicado |

## Estadísticas individuales
Estadísticas ordenadas por promedio.
| Al final de la fase regular (2 de mayo) Mayor eficiencia Eric Dawson (Comunicaciones (M)) (23 PJ, 582 pts, 25,3 %) Maurice Kemp (Obras Basket) (37 PJ, 897 pts, 24,2 %) Jerome Meyinsse (Atenas) (37 PJ, 890 pts, 24,1 %) Gabriel Deck (San Lorenzo (BA)) (32 PJ, 719 pts, 22,5 %) Jasiel Rivero (Estudiantes (C)) (35 PJ, 719 pts, 20,5 %) Más puntos Maurice Kemp (Obras Basket) (37 PJ, 793 pts, 21,4 %) Donald Sims (Atenas) (36 PJ, 700 pts, 19,4 %) Gabriel Deck (San Lorenzo (BA)) (32 PJ, 609 pts, 19,0 %) Dwayne Davis (Instituto) (36 PJ, 670 pts, 18,6 %) Larry O'Bannon (Hispano Americano) (38 PJ, 700 pts, 18,4 %) Más rebotes (ordenados según promedio de total de rebotes) Eric Dawson (Comunicaciones) (23 PJ; 308 RT; 230 RD; 78 RO; 10,0 %RD; 3,4 %RO) Pablo Espinoza (Salta Basket) (35 PJ; 358 RT; 290 RD; 68 RO; 8,3 %RD; 1,9 %RO) Justin Williams (Ciclista Olímpico) (26 PJ; 262 RT; 183 RD; 79 RO; 7,0 %RD; 3,0 %RO) Jerome Famous (Gimnasia (CR)) (21 PJ; 188 RT; 135 RD; 53 RO; 6,4 %RD; 2,5 %RO) Javier Carter (Hispano Americano) (26 PJ; 216 RT; 159 RD; 57 RO; 6,1 %RD; 2,2 %RO) Más asistencias Maximiliano Stanic (Ciclista Olímpico) (38 PJ; 245 as; 6,4 %as) Alejandro Konsztadt (La Unión de Formosa) (37 PJ; 212 as; 5,7 %as) Nicolás Aguirre (San Lorenzo (BA)) (31 PJ; 172 as; 5,5 %as) Franco Balbi (Ferro (BA)) (38 PJ; 209 as; 5,5 %as) Pedro Barral (Obras Basket) (37 PJ; 198 as; 5,4 %as) Más robos Eric Dawson (Comunicaciones (M)) (23 PJ; 43 rob; 1,9 %rob) Mariano Byró (Hispano Americano) (24 PJ; 43 rob; 1,8 %rob) Leandro Vildoza (Estudiantes (C)) (38 PJ; 68 rob; 1,8 %rob) Víctor Liz (Obras Basket) (36 PJ; 62 rob; 1,7 %rob) Reynaldo García Zamora (San Martín (C)) (38 PJ; 65 rob; 1,7 %rob) Más tapas/bloqueos Justin Williams (Ciclista Olímpico) (26 PJ; 78 to; 3,0 %to) Jerome Meyinsse (Atenas) (37 PJ; 66 to; 1,8 %to) Javier Justiz Ferrer (San Lorenzo (BA)) (37 PJ; 54 to; 1,5 %to) Mathías Calfani (San Lorenzo (BA)) (34 PJ; 49 to; 1,4 %to) Joel Anthony (San Lorenzo (BA)) (20 PJ; 27 to; 1,4 %to) | Al final del torneo (22 de junio) Mayor eficiencia Eric Dawson (Comunicaciones (M)) (23 PJ, 582 pts, 25,3 %) Maurice Kemp (Obras Basket) (44 PJ, 1034 pts, 23,5 %) Gabriel Deck (San Lorenzo (BA)) (50 PJ, 1147 pts, 22,9 %) Jerome Meyinsse (Atenas) (50 PJ, 1126 pts, 22,5 %) Jasiel Rivero (Estudiantes (C)) (39 PJ, 780 pts, 20,0 %) Más puntos Maurice Kemp (Obras Basket) (44 PJ, 910 pts, 20,7 %) Gabriel Deck (San Lorenzo (BA)) (50 PJ, 979 pts, 19,6 %) Dwayne Davis (Instituto) (48 PJ, 929 pts, 19,4 %) Donald Sims (Atenas) (49 PJ, 919 pts, 18,8 %) Larry O'Bannon (Hispano Americano) (42 PJ, 768 pts, 18,3 %) Más rebotes (ordenados según promedio de total de rebotes) Eric Dawson (Comunicaciones) (23 PJ; 308 RT; 230 RD; 78 RO; 10,0 %RD; 3,4 %RO) Pablo Espinoza (Salta Basket) (40 PJ; 397 RT; 320 RD; 77 RO; 8,0 %RD; 1,9 %RO) Justin Williams (Ciclista Olímpico) (31 PJ; 305 RT; 208 RD; 97 RO; 6,7 %RD; 3,1 %RO) Jerome Meyinsse (Atenas) (50 PJ; 408 RT; 276 RD; 132 RO; 5,5 %RD; 2,6 %RO) Javier Carter (Hispano Americano) (26 PJ; 216 RT; 159 RD; 57 RO; 6,1 %RD; 2,2 %RO) Más asistencias Maximiliano Stanic (Ciclista Olímpico) (43 PJ; 279 as; 6,5 %as) Nicolás Aguirre (San Lorenzo (BA)) (50 PJ; 279 as; 5,6 %as) Franco Balbi (Ferro (BA)) (43 PJ; 233 as; 5,4 %as) Alejandro Konsztadt (La Unión de Formosa) (46 PJ; 249 as; 5,4 %as) Pedro Barral (Obras Basket) (44 PJ; 236 as; 5,4 %as) Más robos Leandro Vildoza (Estudiantes (C)) (42 PJ; 82 rob; 2,0 %rob) Eric Dawson (Comunicaciones (M)) (23 PJ; 43 rob; 1,9 %rob) Víctor Liz (Obras Basket) (43 PJ; 78 rob; 1,8 %rob) Mariano Byró (Hispano Americano) (27 PJ; 46 rob; 1,7 %rob) Reynaldo García Zamora (San Martín (C)) (57 PJ; 93 rob; 1,6 %rob) Más tapas/bloqueos Justin Williams (Ciclista Olímpico) (31 PJ; 87 to; 2,8 %to) Jerome Meyinsse (Atenas) (50 PJ; 88 to; 1,8 %to) Javier Justiz Ferrer (San Lorenzo (BA)) (55 PJ; 90 to; 1,6 %to) Matías Bortolín (Argentino (J)) (42 PJ; 48 to; 1,1 %to) Joel Anthony (San Lorenzo (BA)) (38 PJ; 43 to; 1,1 %to) |

## Premios individuales
Premios oficiales
| - MVP de la temporada - Gabriel Deck (San Lorenzo (BA)) - MVP de las Finales de la LNB - Gabriel Deck (San Lorenzo (BA)) - Mejor árbitro - Fabricio Vito - Revelación/debutante - Fernando Zurbriggen (Obras Basket) - Jugador de Mayor Progreso - Jonathan Maldonado (La Unión de Formosa) - Mejor Sexto Hombre - Justin Keenan (San Martín (C)) - Mejor Entrenador - Sebastián González (San Martín (C)) | - Mejor jugador nacional - Gabriel Deck (San Lorenzo (BA)) - Mejor jugador extranjero - Donald Sims (Atenas) - Mejor jugador U-23 - Gabriel Deck (San Lorenzo (BA)) - Mejor quinteto de la LNB - B Donald Sims (Atenas) - E Dwayne Davis (Instituto) - A Marcos Mata (San Lorenzo (BA)) - AP Gabriel Deck (San Lorenzo (BA)) - P Jerome Meyinsse (Atenas) |

Otros premios
La Asociación de Entrenadores de Básquetbol de la República Argentina (ATEBARA) junto con la Comisión de Directores Técnicos Profesionales (CODITEP) decidieron que el mejor entrenador de la temporada fue Martín Villagrán, de Gimnasia y Esgrima de Comodoro Rivadavia.